# نابلس
نَابُلُس إحدى أكبر المدن الفلسطينية سكانًا وأهمها موقعًا. وهي مقر جامعة النجاح الوطنية أكبر الجامعات الفلسطينية. تعتبر نابلس مركزاً لشمال الضفة الغربية إضافةً إلى كونها عاصمة لمحافظة نابلس التي تضم 56 قرية ويُقدر عدد سكانها بقرابة (388,321) نسمة حسب إحصاءات عام 2017. تُعرف أيضا بأسماء جبل النار ودمشق الصغرى وعش العلماء وملكة فلسطين غير المتوجة. لعبت المدينة أدوارًا مهمة خلال النزاعات في بلاد الشام، ويعتقد أنها كانت أكبر مدينة في فلسطين في أواسط القرن الثامن عشر والنصف الأول من القرن التاسع عشر.
في القرنين الخامس والسادس للميلاد أدّى نزاع بين سكان المدينة من السامريين والمسيحيين إلى بروز عدد من الانتفاضات السامرية ضد الحكم البيزنطي، قبل أن تقوم الإمبراطورية بإخماد ثوراتهم هذه بالعنف، مما أدى لاضمحلال عددهم في المدينة.
فتح العرب المسلمون، في زمن خلافة أبي بكر الصديق، هذه المدينة وباقي فلسطين وبلاد الشام، وفي هذا العهد عُرّب اسمها ليصبح نابلس بدلاً من نيابوليس، وازداد عدد المسلمين من سكانها وأخذت بعض من كنائسها ومعابدها السامرية تتحول إلى مساجد شيئاً فشيئاً، ثم سقطت نابلس تحت الحكم الصليبي عام 1099 قبل أن تعود لحكم المسلمين الأيوبيين والمماليك بعدهم.
أصبحت نابلس عاصمة سنجق نابلس في العهد العثماني، وكانت في هذه الفترة سنجقا تابعا لإيالة دمشق ثم لإيالة صيدا (التي خلفت إيالة عكا وأجزاء من إيالة دمشق) وأخيرًا ولاية بيروت وفي آخر تقسيم إداري عثماني خضعت المدينة للحكم المصري الذي دام تسع سنوات في بلاد الشام، في العقد الرابع من القرن التاسع عشر، وقبل أن تعود إلى الحكم العثماني. احتلها البريطانيون عندما انهزمت الدولة العثمانية في الحرب العالمية الأولى وخضعت فلسطين للانتداب البريطاني. وسقطت نابلس تحت الاحتلال الإسرائيلي عام 1967 حينها سقطت الضفة الغربية بأكملها.
تشتهر المدينة القديمة بصناعة الصابون، وبالكنافة النابلسية، التي تعتبر من أشهر الحلويات الشرقية في بلاد الشام، بالإضافة إلى بعض المنتجات الزراعية مثل الزعتر النابلسي والجبن النابلسي.

## الجغرافيا

### الموقع

صورة من الجو لمدينة نابلس عام 1994، يمين (جبل جرزيم) وسط (البلدة القديمة ووسط المدينة) ويسار (جبل عيبال).

ربيع نابلس، وتظهر أحراش جبل جرزيم.

إذا كانت فلسطين قلب الوطن العربي لربطها شماله بجنوبه وشرقه بغربه، فإن نابلس هي قلب فلسطين لربطها شمالها بجنوبها وشرقها بغربها. كانت المدينة مركزاً للواء نابلس في الضفة الغربية بعد عام 1948م وتحولت في منتصف الستينات مركزاً لمحافظة نابلس، تتمتع بموقع جغرافي هام فهي تتوسط إقليم المرتفعات الجبلية الفلسطينية وجبال نابلس، وتعد حلقة في سلسلة المدن الجبلية من الشمال إلى الجنوب وتقع على مفترق الطرق الرئيسية التي تمتد من الناصرة وجنين شمالاً حتى الخليل جنوباً ومن يافا غرباً حتى جسر دامية شرقًا. تبعد عن القدس 69 كم وعن عمان 114 كم وعن البحر المتوسط 42 كم، تربطها بمدنها وقراها شبكة جيدة من الطرق تصلها بطولكرم وقلقيلية ويافا غرباً وبعمان شرقاً وبجنين والناصرة شمالاً وبالقدس جنوباً. في عام 1915 ربطت نابلس مع خط سكة حديد الحجاز الممتد من دمشق إلى المدينة المنورة.
أقيمت نابلس في أجمل بقعة جغرافية في وسط فلسطين. وصفها شيخ الربوة الدمشقي بأنها «قصر في بستان». قال عنها عمر السكندري في كتابه «تاريخ سوريا» المطبوع في بيروت عام 1882:
| نابلس | ومنظر هذه البلدة جميل للغاية قيل أنه أجمل منظر في فلسطين من دان إلى بير سبع | نابلس |

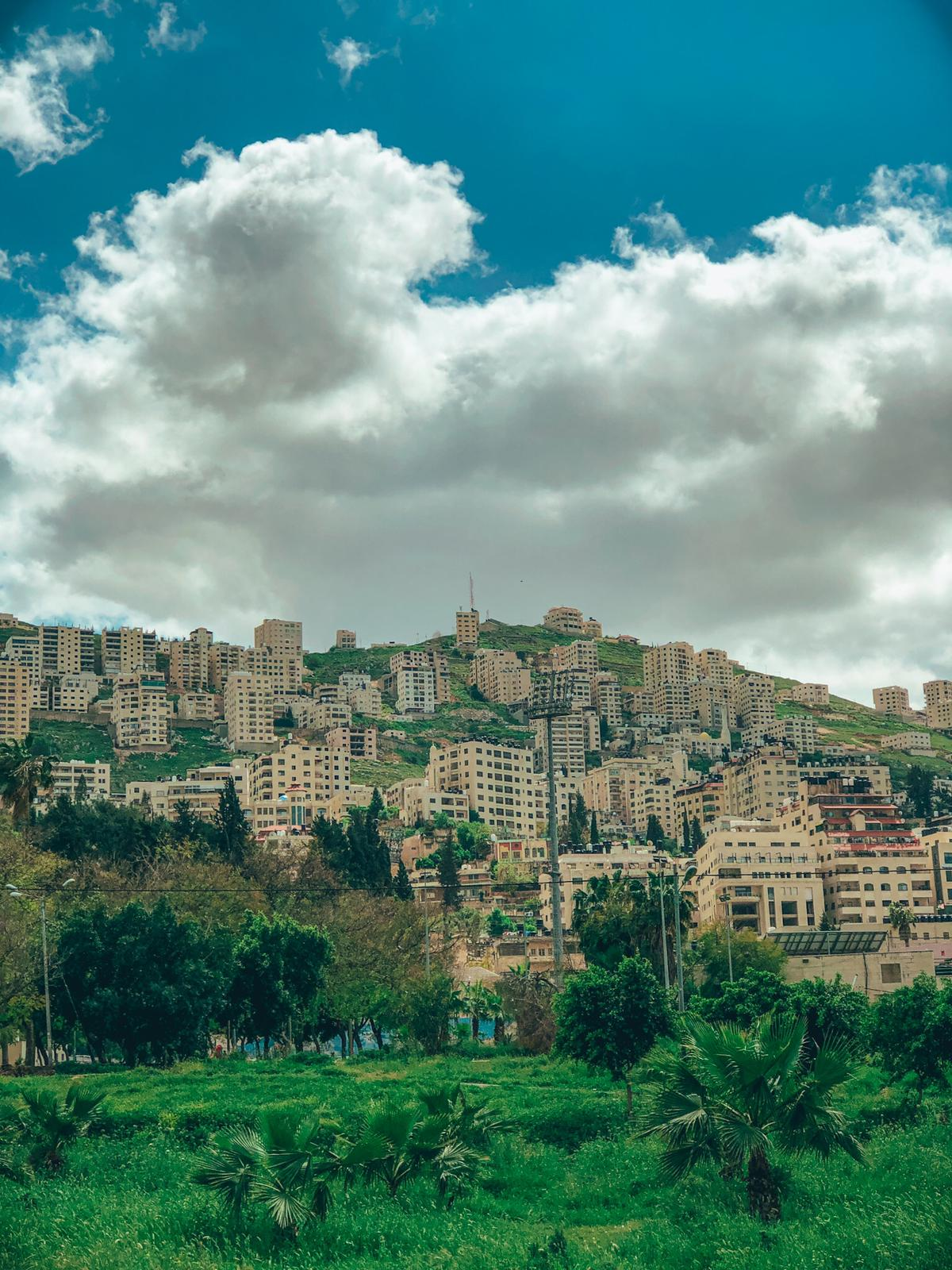
صورة تُظهر المنطقة الشرقية من جبال نابلس

يرتفع وسط مدينة نابلس 550 مترا فوق سطح البحر بينما يبلغ ارتفاع أطرافها حتى 800 متر ف.س.ب. تقدر مساحة المدينة العمرانية بحوالي 12700 دونم. يمتد عمران المدينة فوق جبل عيبال شمالاً وجبل جرزيم جنوباً وبينهما وادٍ يمتد نحو الغرب. ولخصوصية الموقع الجغرافي لمدينة نابلس المتمثلة بانحصارها بين جبلين تتواجد في المدينة العشرات من عيون المياه التي تزيد من جمال وبهاء المدينة ومنها عين العسل، عين الست، عين الكاس، عين حسين، عين القريون، عين ميرة، عين الخضر، عين الصلاحي، عين السكر، عين الصبيان، عين الساطور، عين العجيبة، عين بدران، عين التوباني، عين بير الدولاب، عين التوتة بالإضافة إلى سبل المياه مثل سبيل الغزاوي وسبيل الخضر وسبيل السلقية وسبيل الساطور.

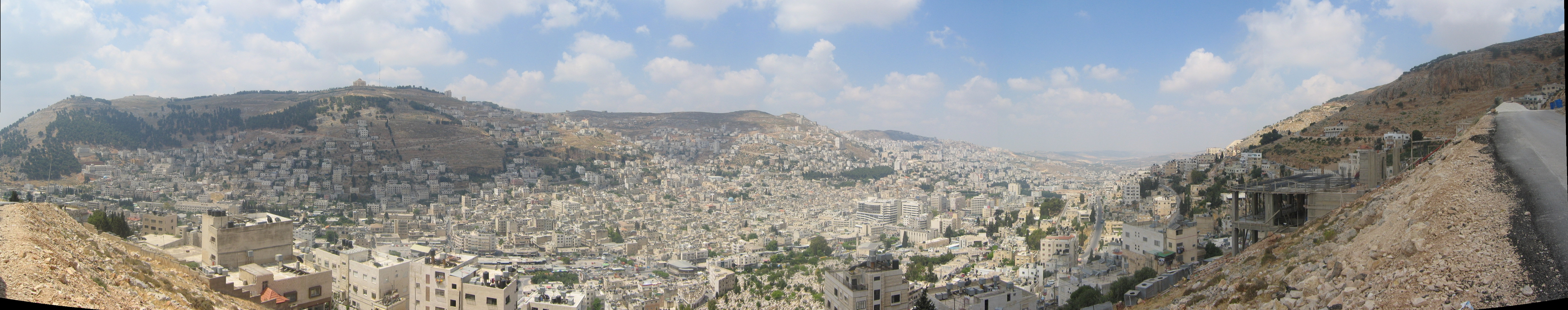
صورة لنابلس باتجاه الغرب، حيث تظهر المدينة بين جبلي جرزيم إلى اليسار وعيبال إلى اليمين.

تضم مدينة نابلس جامعة النجاح الوطنية، كبرى الجامعات الفلسطينية وأقدمها وأرفعها مستوى. أسست بلدية المدينة عام 1869 وهي تشرف على تنظيم المدينة وعلى المرافق العامة.
تذكر كتب التاريخ وصف بعض الرحالة العرب لنابلس بدمشق الصغرى للتشابه مع دمشق بمعالمها ومناخها ومياهها وينابيعها وجبالها وفاكهتها وخضارها وحتى في لهجتها وكثير من عاداتها وتقاليدها. وهي أكثر مدن فلسطين شبهاً وارتباطاً بدمشق وسورية منذ فجر التاريخ، حيث كان تجارها يصدرون الصابون والمنتجات المحلية الأخرى إلى دمشق ويعودون بالأقمشة والتوابل. إضافة إلى ذلك، يعود أصل العديد من عائلات نابلس إلى مناطق في سورية حالياً، مثل عائلة النمر التي قدمت من منطقة حمص وحماة وعائلة طوقان التي قدمت من منطقة حماة.

### المناخ
يسود في نابلس مناخ متوسطي معتدل، ذو صيف حار وجاف، وشتاء بارد ممطر. يحل فصل الربيع في أواخر شهر مارس (آذار) وأوائل أبريل (نيسان)، ويعتبر شهرا يوليو (تموز) وأغسطس (آب) أحرّ شهور السنة، حيث يصل معدل درجات الحرارة فيهما إلى 28.9 ° مئوية (84 ° فهرنهايت)، أما أكثر الأشهر برودة فهو يناير (كانون الثاني)، ويصل فيه معدل درجة الحرارة إلى 3.9 ° مئوية (39 ° فهرنهايت). يتساقط المطر بين شهريّ أكتوبر (تشرين الأول) وأبريل (نيسان) عادةً، ويبلغ معدل المتساقطات السنوي 589 مليمتراً (23.2 إنش).
| البيانات المناخية لـنابلس    | البيانات المناخية لـنابلس | البيانات المناخية لـنابلس | البيانات المناخية لـنابلس | البيانات المناخية لـنابلس | البيانات المناخية لـنابلس | البيانات المناخية لـنابلس | البيانات المناخية لـنابلس | البيانات المناخية لـنابلس | البيانات المناخية لـنابلس | البيانات المناخية لـنابلس | البيانات المناخية لـنابلس | البيانات المناخية لـنابلس | البيانات المناخية لـنابلس |
| الشهر                        | يناير                     | فبراير                    | مارس                      | أبريل                     | مايو                      | يونيو                     | يوليو                     | أغسطس                     | سبتمبر                    | أكتوبر                    | نوفمبر                    | ديسمبر                    | المعدل السنوي             |
| ---------------------------- | ------------------------- | ------------------------- | ------------------------- | ------------------------- | ------------------------- | ------------------------- | ------------------------- | ------------------------- | ------------------------- | ------------------------- | ------------------------- | ------------------------- | ------------------------- |
| متوسط درجة الحرارة الكبرى °ف | 53.1                      | 55.9                      | 61.0                      | 70.0                      | 77.0                      | 82.0                      | 84.0                      | 84.0                      | 82.0                      | 77.0                      | 57.0                      | 62.4                      | 70.5                      |
| متوسط درجة الحرارة الصغرى °ف | 39.0                      | 39.9                      | 43.0                      | 48.9                      | 54.0                      | 59.0                      | 63.0                      | 63.0                      | 61.0                      | 57.0                      | 48.9                      | 42.1                      | 51.6                      |
| الهطول إنش                   | 5.60                      | 4.50                      | 3.90                      | 1.20                      | 0.10                      | 0                         | 0                         | 0                         | 0                         | 0.90                      | 2.70                      | 4.30                      | 23.2                      |
| متوسط درجة الحرارة الكبرى °م | 11.7                      | 13.3                      | 16.1                      | 21.1                      | 25.0                      | 27.8                      | 28.9                      | 28.9                      | 27.8                      | 25.0                      | 13.9                      | 16.9                      | 21.4                      |
| متوسط درجة الحرارة الصغرى °م | 3.9                       | 4.4                       | 6.1                       | 9.4                       | 12.2                      | 15.0                      | 17.2                      | 17.2                      | 16.1                      | 13.9                      | 9.4                       | 5.6                       | 10.9                      |
| الهطول مم                    | 142.2                     | 114.3                     | 99.1                      | 30.5                      | 2.5                       | 0                         | 0                         | 0                         | 0                         | 22.9                      | 68.6                      | 109.2                     | 589.3                     |
| المصدر: قناة الطقس           |                           |                           |                           |                           |                           |                           |                           |                           |                           |                           |                           |                           |                           |

### قرى وبلدات نابلس
يحيط بنابلس عدد كبير من القرى ولكنها معزولة عنها بالحواجز العسكرية الإسرائيلية، ففي الانتفاضة الفلسطينية الثانية تم خنق المدينة بعدة حواجز عسكرية مثل حاجز حوارة من المدخل الجنوبي، وحاجز بيت إيبا من المدخل الغربي، وحاجز (17) من المدخل الشمالي وحاجز الباذان من المدخل الشرقي، وبعد انتهاء الانتفاضة الثانية أزيلت هذه الحواجز، ثم أُنشئت حواجز جديدة بعد عملية طوفان الأقصى عام 2023 مثل حاجزي حوارة وعورتا على طريق رام الله نابلس جنوباً، وحاجز المربعة قرب قرية تل من الجهة الجنوبية الغربية، وحاجز صرة على طريق قلقيلية نابلس غرباً، وحاجز الطور جنوباً، وحاجز دير شرف من الجهة الغربية الشمالية على طريق طولكرم نابلس، وحاجز مستوطنة شافي شمرون من الجهة الغربية الشمالية على طريق جنين نابلس، إضافة إلى بعض الحواجز العسكرية المتنقلة غير الدائمة مثل حاجزي الباذان وبيت فوريك شرقاً، وحاجز (17) شمالاً.
من قراها: إجنسنيا، الباذان، برقة، بزاريا، بلاطة، بورين، بيت إمرين، بيت إيبا، بيت دجن، بيت فوريك، بيتا، تل، تلفيت، جالود، جماعين، جوريش، حوارة، دوما، دير شرف، دير الحطب، روجيب، زواتا، سالم، سبسطية، صرة، طلوزة، عسكر، عصيرة القبلية، عزموط، عصيرة الشمالية، عصيرة القبلية، عقربا، عورتا، عوريف، عينبوس، الساوية، قبلان، قريوت، اللُبن الشرقية، مادما، الناقورة، نصف جبيل، ياصيد، مجدل بني فاضل، قصرة.

## السكان
| السنة        | عدد السكان |
| ------------ | ---------- |
| 1596         | 4,300      |
| 1849         | 20,000     |
| 1860         | 35,000     |
| 1922         | 55,947     |
| 1931         | 66,498     |
| 1945         | 73,250     |
| 1961         | 122,773    |
| 1987         | 165,000    |
| 1997         | 200,034    |
| 2004 (تقدير) | 226,521    |
| 2006 (تقدير) | 235,116    |
| تعداد 2017   | 388,321    |

كان سكان المدينة في عام 1596 يتألفون من 806 أسر مسلمة و18 أسرة مسيحية و15 أسرة يهودية و20 أسرة سامرية، والأخيرة طائفة دينية يسمى أفرادها بالسمرة أو السامريين. عاش السامريون قبل حرب 1967 في نابلس كمواطنين أردنيين يتمتعون بكافة حريات المواطنة كحال مسلمي ومسيحيي المدينة.

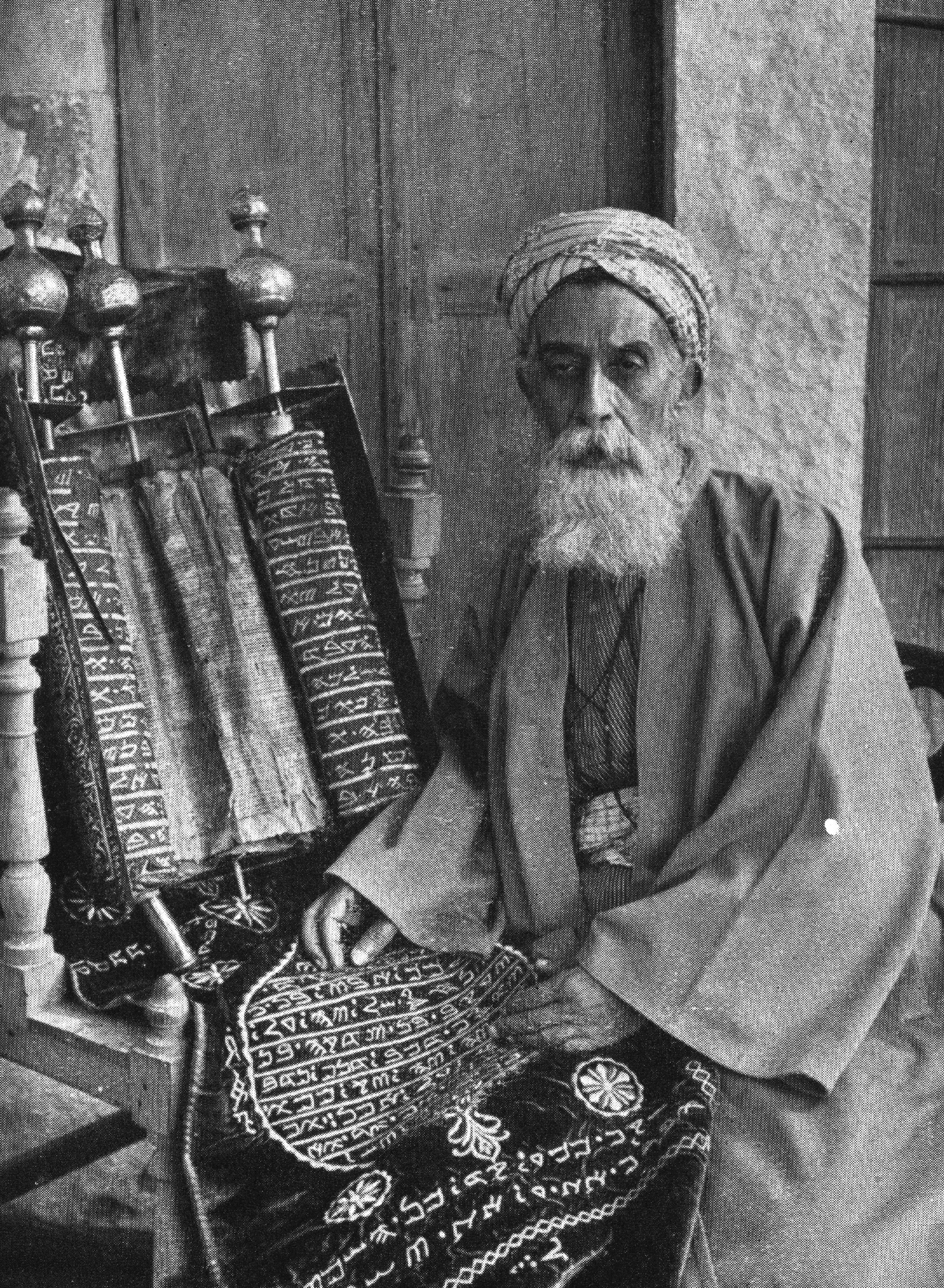
إسحق بن عمرام، حاخام السامريين في نابلس، قرابة سنة 1920.

خلال أوائل القرن التاسع عشر، قدر قسطنطين بازيلي سكان ناحية نابلس بستة وعشرين ألف عائلة منها ما يقارب 1000 عائلةٍ مسيحية. وتفيد السجلات العثمانية أن عدد سكان نابلس بلغ 2000 نسمة عام 1849، وفي عام 1867 قال زوّار أمريكيون، أن البلدة بلغ عدد سكانها 4,000 نسمة «أكثرهم محمديون»، وبعض اليهود والمسيحيين، وحوالي 150 سامريّا. قدر عمر السكندري عام 1882 عدد سكانها بثمانية آلاف معظمهم مسلمون. وفي عام 1922 أظهر الإحصاء الرسمي البريطاني لسكان فلسطين، أن عدد سكان المدينة بلغ 15,947 نسمة، ثم ارتفع إلى 17,498 عند إحصاء عام 1931، و21900 نسمة عام 1941 ووصل عام 1945 إلى حوالي 23300 نسمة. وبعد الاحتلال الصهيوني عام 1967 بلغ قرابة 61,050 نسمة، وعاد ليرتفع إلى 106,900 عام 1987.
بلغ عدد سكان نابلس 134,116 نسمة، في منتصف عام 2006، وفقًا للجهاز المركزي للإحصاء الفلسطيني. وفي إحصاء الجهاز لعام 1997، ظهر أن عدد سكان المدينة وصل إلى 100,034 نسمة، بما فيهم 23,397 لاجئ يشكلون 24% من سكان المدينة. وصل عدد سكان مدينة نابلس القديمة إلى 12,000 نسمة عام 2006. تشكل المدينة المسكن لحوالي 40% من سكان المحافظة. توجد في المدينة أربعة مخيمات للاجئين الفلسطينيين هي عين بيت الماء وبلاطة وعسكر القديم وعسكر الجديد، يسكنها ما يفوق مجموعه ال40,000 نسمة.
يشكل الشباب قسمًا كبيرًا من سكان نابلس، فقرابة نصف السكان يبلغون أعمارًا أقل من 20 سنة. بلغت نسبة السكان الذين تقل أعمارهم عن 10 سنوات، عام 1997، 28.4%، و20.8% للذين تتراوح أعمارهم بين 10 و19 سنة، 17.7% للذين تتراوح أعمارهم بين 20 و29 عام، 18% بين 30 و44 سنة، 11.1% بين 45 و64 سنة، و3.7% للذين تصل أعمارهم لأكثر من 65 عام. أما التوزيع بين الجنسين فكانت نسبته 50.92% (50,945 فردا) للذكور، و49.07% (49,089 فردا للإناث).

### الديانة

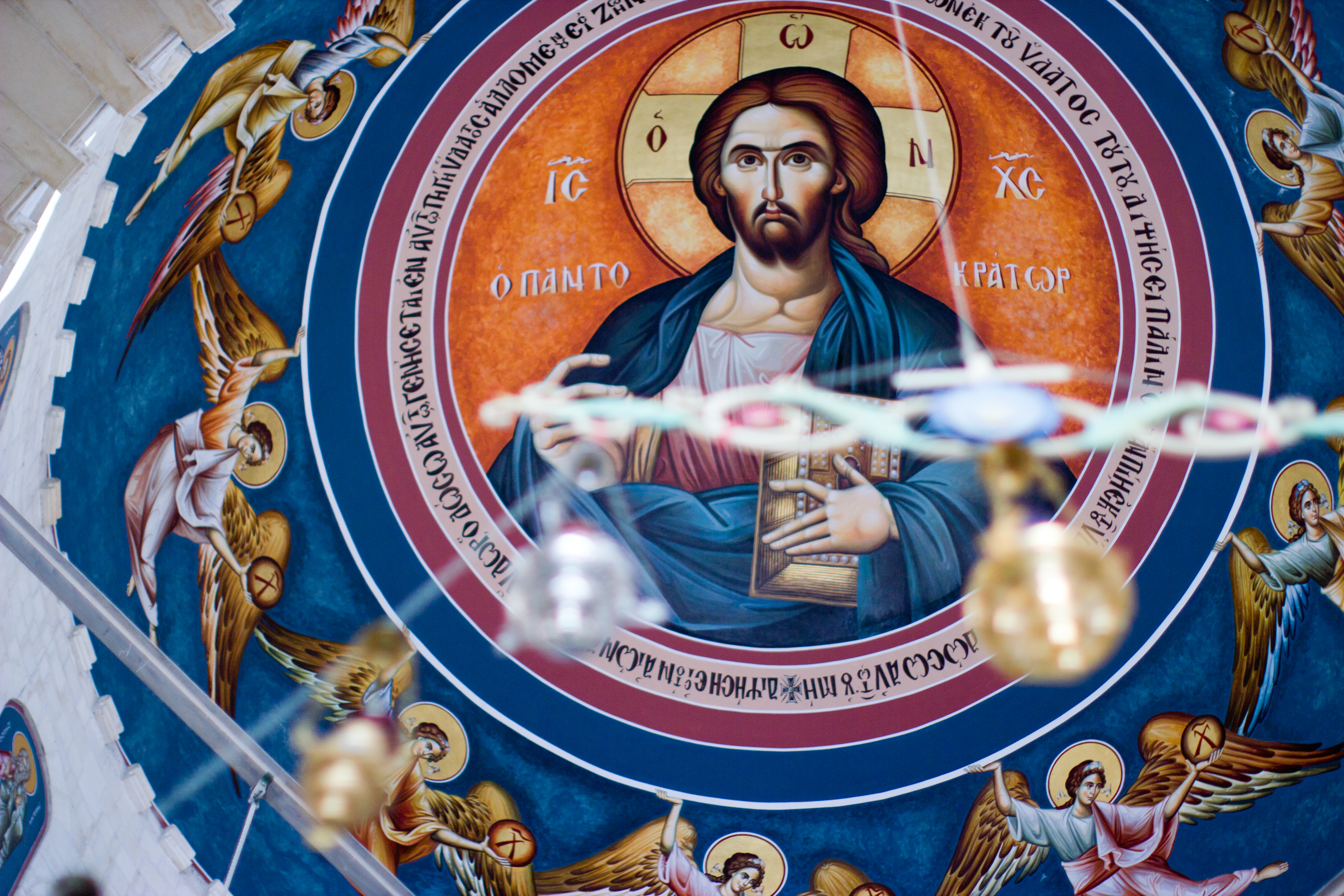
أيقونة ليسوع المسيح داخل كنيسة بئر يعقوب.

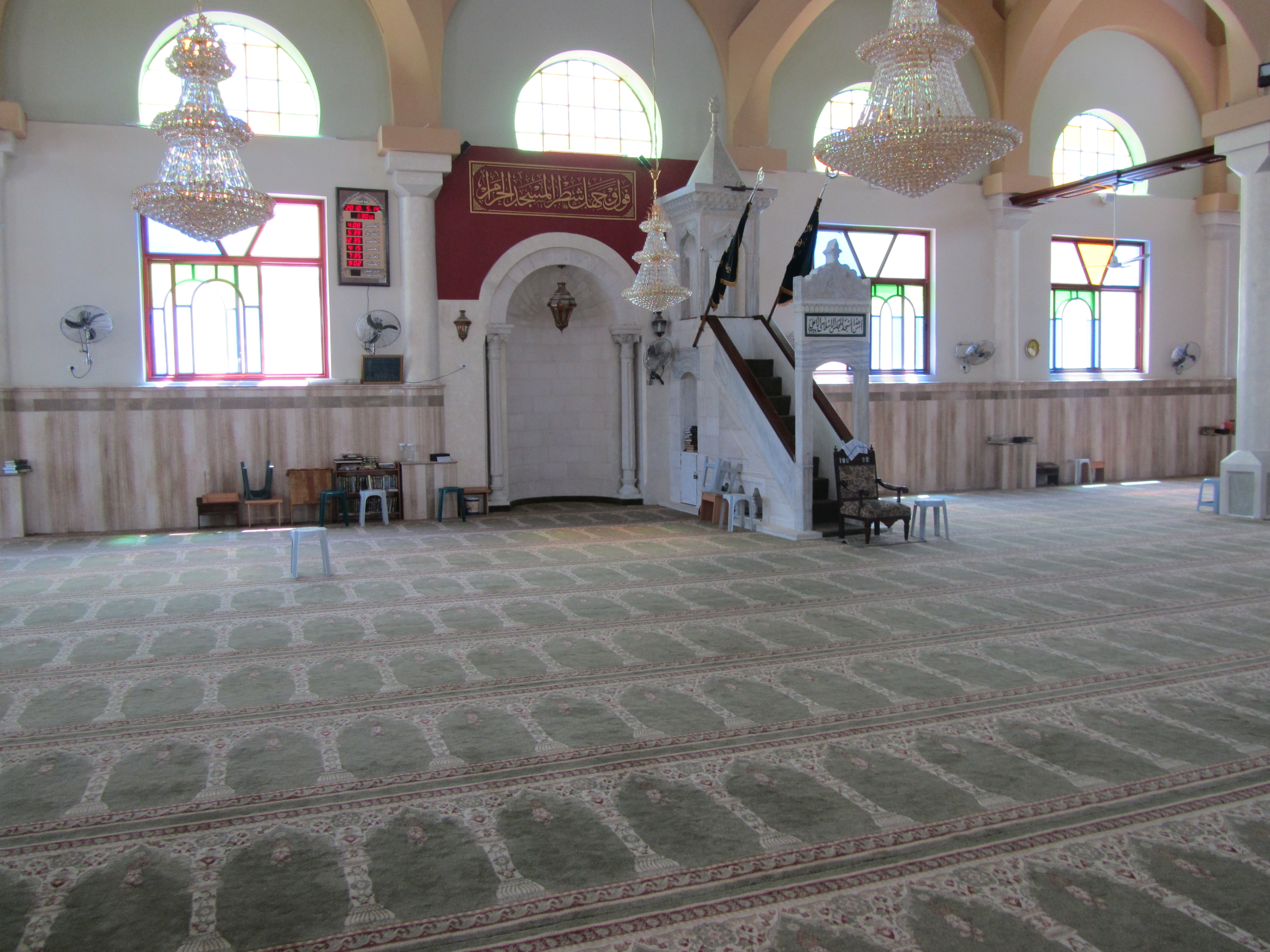
داخل جامع النصر في نابلس.

كانت نابلس في عام 891 الميلادي، أي خلال العهود الأولى للحكم العربي، تحوي تنوعا دينيا كبيرا، وكان أكثرية سكانها يدينون بالإسلام، المسيحية، والسامرية. يقول الجغرافي شمس الدين الأنصاري الدمشقي، أن المدينة كانت خلال العهد المملوكي، مأهولة بالمسلمين، السامريين، المسيحيين الأرثوذكس، المسيحيين الكاثوليك، واليهود. أظهر إحصاء عام 1931 أن المدينة حوت 16,483 مسلمًا، 533 مسيحيًّا، 6 يهود، و167 شخص يدينون بأديان أخرى، على الأرجح أن معظمهم سامريّون.
إن معظم سكان نابلس اليوم يدينون بالإسلام، ولا يزال هناك أيضًا بعض المسيحيين والسامريين. يُعتقد أن كثيرًا من الفلسطينيين المسلمين في المدينة يتحدرون من سامريين اعتنقوا الإسلام عند الفتح الإسلامي لبلاد الشام، والبعض من أسماء العائلات المسلمة اليوم يتم ربطها بالسامريين ويُقال أن أجدادهم كانوا من أتباع ذلك الدين - مثل آل مسلماني وآل يعيش وغيرهم. يقول المؤرخ فياض الطيف، أن أعدادًا كبيرة من السامريين اعتنقوا الإسلام بسبب الاضطهاد الذي كانوا يتعرضون له، وبسبب الطبيعة التوحيدية للدين الجديد، الأمر الذي جعلهم يتقبلونه بصورة أسهل وأسرع.
كان يسكن في المدينة حوالي 3,500 مسيحي عام 1967، ولكن أعدادهم انخفضت إلى 650 عام 2008. يتألف المسيحيين في نابلس حاليّا، من 70 أسرة روم أرثوذكس، حوالي 30 أسرة من الروم الملكيين الكاثوليك، و30 أسرة أنجليكانية. كان معظم المسيحيين يسكنون في ضاحية رفيديا بالقسم الغربي من المدينة.

## تاريخ نابلس

### التاريخ القديم
نابلس أو شكيم بالكنعانية، مدينة من أقدم مدن العالم يعود تاريخها إلى 5600 سنة (حوالي سنة 3600 ق.م). أسست عند ملتقى أقدام جبلي جرزيم في القسم الشرقي لمدينة نابلس الحالية على يد العرب الكنعانيين فوق تل كبير يدعى الآن تل بلاطة، وقد أسماها الكنعانيون في ذلك الوقت "شكيم" والتي تعني المكان المرتفع، ومن ثم أصبحت من أشهر المدن الكنعانية. أقدم من سكن "شكيم" من العرب هم الحويون و‌الفرزيون. صارعت نابلس الكثير من الغزاة والمحتلين عبر تاريخها الطويل، بحيث غزاها كل من الفراعنة المصريين والقبائل العبرية والآشوريين والابليين والفارسيين واليونانيين والسلوقيين، إلى أن سقطت بيد الرومان سنة 63 قبل الميلاد.
ورد ذكر شكيم في نصوص إيبلا التي اكتشفها عالم الآثار الإيطالي باولو ماتييه ضمن مدن كنعانية أخرى في فلسطين، وهي إضافة إلى شكيم بيت جبرين وأريحا وأورسالم (يبوس) ومجيدو وبيسان. ورد ذكرها أيضاً في رسائل تل العمارنة (1400 ق.م) باسم شاكمي، كما ذكرت في تقارير تحتمس الثالث أيضاً.

بقايا جدران شكيم في الجزء الشرقي من نابلس.

تشير النصوص المصرية القديمة بأن شكيم كانت مدينةً محصنةً إستراتيجية ذات أهمية دولية منذ سنة 1800 ق.م، كما كانت مركزاً للديانات الكنعانية والحياة السياسية، ويُفهم من النصوص المصرية القديمة أن علاقة فلسطين أصبحت وطيدة بمصر ابتداءً من بداية هذا العصر. وتتحدث رسائل تل العمارنة (سنة 1400-1350 ق.م) عن مدينة شكيم، تحت حكم أميرها الكنعاني لابعايو كمدينة تلعب دوراً هاماً في النضال ضد السيطرة المصرية على منطقة فلسطين. وحسب ما ورد في التوراة فإنها أول مدينة كنعانية نزل فيها النبي إبراهيم الخليل قادماً من مدينة أور في العراق، وكان ذلك حوالي عام 1805 ق.م  وبعده أتى النبي يعقوب من فدان آرام على نهر الفرات في العراق، ونزل شكيم، ثم سكن مدينة كنعانية تعرف باسم بيت إيل وتعني مقر الإله، وكانت مركز عبادة الإله الكنعاني إل أو إيل. ويذكر أن يعقوب عاد فيما بعد إلى شكيم.
وفي العصر الحديدي (1200-323 قبل الميلاد) استمرت المدن الكنعانية بنفس نظام المدن المحصنة ذات القلاع خلال فترات العصر البرونزي. وتشير التوراة إلى وجود حروب بين اليهود والكنعانيين الفلسطينيين. وقد سيطر اليهود على مدينتين كنعانيتين:
- الأولى: مدينة يبوس (أورشاليم)، مدينة اليبوسيين الكنعانيين وقلب مملكتهم منذ عصور ما قبل التاريخ، احتلها اليهود سنة 1000 ق.م بقيادة النبي داود (100-963 ق.م)، ثم سليمان سنة 963 ق.م –923 ق.م. واستمر اليهود فيها تحت اسم مملكة يهودا حتى سقطت سنة 586 ق.م على يد نبوخذ نصر.
- الثانية: مدينة شكيم، التي بدأ نفوذهم فيها عام 923 ق.م وانتهى عام 722 ق.م على يد سرجون الثاني، وبقى فيها أهلها الكنعانيون، وتشير بعض المراجع إلى إحضار كنعانيين من الدواخل، وهم العموريون.

بقايا مدينة شكيم في تل بلاطة في نابلس.

سكنت مدينة شكيم فئة من بني إسرائيل لا تعترف من التوراة بغير الأسفار الخمسة الأولى المنسوبة إلى النبي موسى، وتعرف هذه الفئة بالسامريين نسبة إلى السامرة. وقد ناصبهم اليهود العداء منذ ظهورهم. ويعتقد السامريون بأن النبي إبراهيم همّ بالتضحية بإبنه إسحاق على جبل جرزيم. لا يزال معظم السامريين موجودين في مدينة نابلس حتى هذا اليوم ولا يتجاوز عددهم 250 نسمة، وقد خصص لهم مقعد في المجلس التشريعي الفلسطيني المنتخب لأول مرة في التاريخ الفلسطيني المعاصر عام 1996.
سقطت فلسطين سنة 332 ق.م في يد الإسكندر المقدوني وأصبحت تابعة للإمبراطورية اليونانية حتى سنة 64 ق.م، وبعد وفاة الإسكندر خضعت للبطالمة والسـلوقيين. وقد تركت الهيلينية بصماتها واضحة على بعض مظاهر الحياة أيام الحكم اليوناني وذلك بسبب إنشاء سبعين مدينة ضخمة على الطراز الإغريقي في البلاد التي احتلها الجيش اليوناني. وقد اُستخدِمت مراكزَ ثقافية نُشِرت بها الثقافة اليونانية في بلدان العالم القديم. ومن المدن الثقافية التي أنشئت في العهد اليوناني بيلاوريون (تل الأشعري)، هيبوس (قلعة الحصن)، وهما تقعان شرق طبريا، ومدينة (فيلوتير) في الطرف الجنوبي من بحيرة طبريا، وسميت بهذا الاسم نسبة إلى فيلوتير شقيقة بطليموس الثاني فيلادلفوس، ومدينة جيراز (جرش). حول الإغريق الكثير من أسماء المدن الكنعانية الفلسطينية إلى أسماء إغريقية منها عكا، حيث سميت بتولما في عهد بطليموس الثاني، وبيت شان (بيسان) سميت سكيثوبوليس، وبيت جبرين أطلق عليها اليوثيروبوليس، وإيلات سميت بيرينكة، وشكيم سميت نيابوليس. أصبحت المدينة تشتمل على رقعة واسعة من الأراضي تحيط بها الأسوار، وبها بوابات ضخمة ذات جلال، وفي داخل الأسوار يقع القصر الملكي أو قصر الحاكم، وكذلك الساحة العامة والمدرج الضخم والمسرح وبرك السباحة والمعابد الضخمة المتعددة.
وفي العصر الروماني (64 ق.م – 323 م) أقيم سور حول مدينة شكيم (السامرة) طوله حوالي 170 أكد. أما بوابة المدينة فقد بنيت في الجهة الغربية من المدينة وتضم برجين دائريين عظيمين بقطر 46 قدماً (14 متراً)، وهي مقامة على قواعد مربعة الشكل تعود للعصر الهيليني. ومبنى الباسيليكا في السامرة يعود تاريخه إلى العصر الروماني.

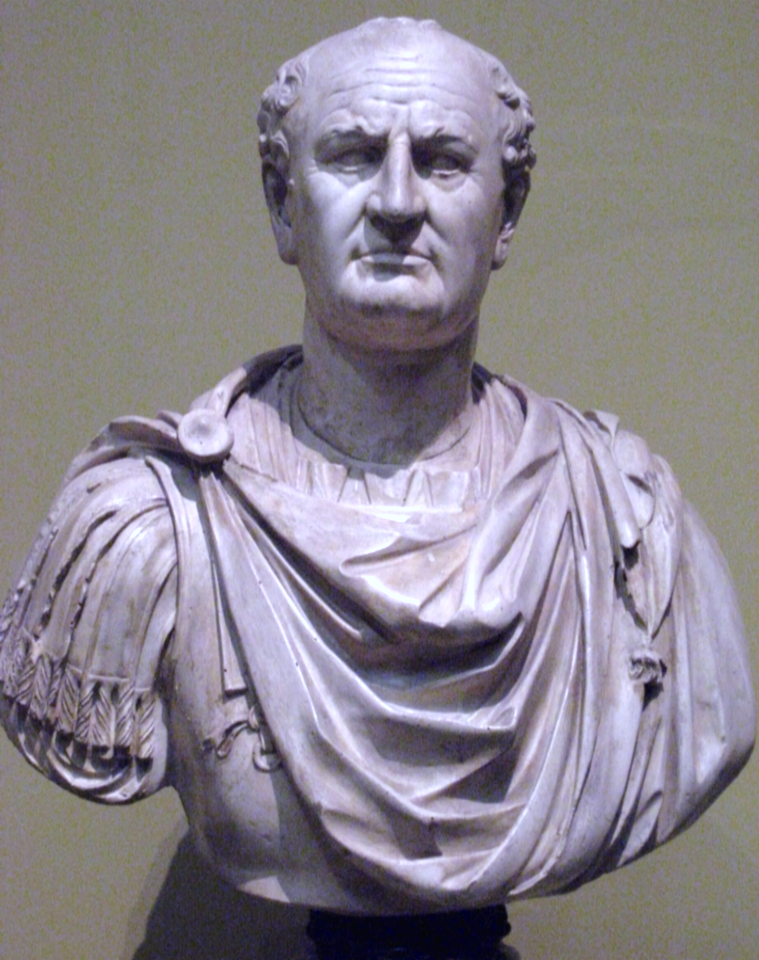
الإمبراطور الروماني فسبازيان، مؤسس «نيابوليس».

وفي الفترة الممتدة بين عاميّ 67 و69 للميلاد، قرر الرومان، تحت قيادة الإمبراطور فسبازيان، هدمها للمرة الأخيرة وبناء مدينة جديدة إلى الغرب منها أسموها «نيابوليس» أي المدينة الجديدة والتي حرفت عنها لفظة نابلس الحالية، وقد أقاموها وفق التخطيط الروماني في بناء المدن من حيث وجود شارعين متقاطعين ينتج عنهما أربع حارات، حيث ما زالت بعض هذه الحارات الرومانية قائمة بتسميتها الرومانية إلى اليوم مثل حارة القيسارية. وفي عهد هادريان (117-138) أقام الرومان معبداً لجوبيتر على جبل جرزيم مكان معبد السامريين.
وفي العصر البيزنطي (323 - 638) انتصرت المسيحية فأصبحت كل فلسطين وبضمنها نابلس تدين بالمسيحية وأصبحت نابلس مركزاً لأسقفية. وفي القرن الخامس الميلادي بنى الرومان المسيحيون على قمة جبل جرزيم كنيسة تخليداً لمريم العذراء. وفي عهد الإمبراطور جستنيان (527-565) شيدت بالقرب من كنيسة مريم قلعة مسورة لا تزال آثارها باقية، كما أعاد الرومان بناء خمس كنائس تهدمت في حروب سابقة.

### العصور الوسطى

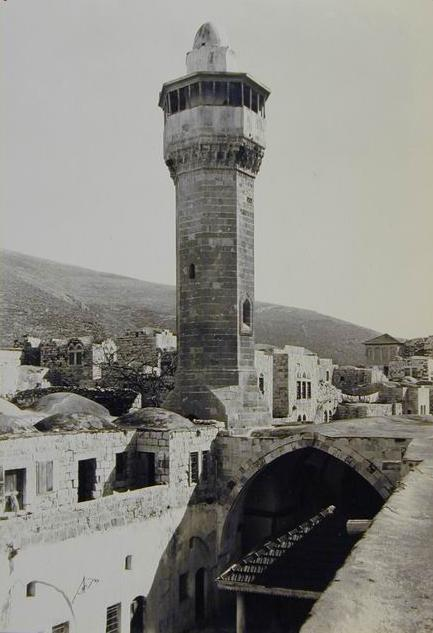
مئذنة ومدخل مسجد نابلس الكبير الذي بني خلال عقد 1200. الصورة من عام 1908.

في عام 638م فتح العرب المسلمون نابلس بقيادة عمرو بن العاص في خلافة عمر بن الخطاب، وقد تعهد المسلمون بحماية من بقي من أهلها على دينه من المسيحيين على أن يدفعوا الجزية عن رقابهم والخراج عن أراضيهم. أصبحت نابلس بعد الفتح الإسلامي مدينة من مدن جند فلسطين الذي كانت قصبته اللد ثم الرملة.
استولى عليها الصليبيون في سنة 1099م بقيادة تانكرد صاحب أنطاكية، وبنى بالدوين الأول (1100-1118م) ملك بيت المقدس الفرنجي فيها قلعة على رأس جبل جرزيم لحماية قواته ومراقبة تحركات المسلمين. وعقد فيها خلال الاحتلال الصليبي مجمع كنسي كبير في سنة 1120م تحت رعاية بالدوين الثاني (1118-1130م). غير الصليبيون اسمها إلى (باللاتينية: Naples).
عادت نابلس بقراها وجبالها إلى المسلمين سنة 1187م بعد انتصار صلاح الدين الأيوبي في معركة حطين. أزال صلاح الدين ما أحدثه الصليبيون من تغييرات فيها أثناء الاحتلال. بدأت المدينة في العودة إلى ازدهارها خاصة في زمن المماليك الذين خلفوا الأيوبيين.
ضرب نابلس زلزال كبير سنة 1189 م، فتهدمت فيها مبان كثيرة، ومات تحت الأنقاض ثلاثون ألفاً من أهلها.
كانت نابلس مركز تجمع جيش المسلمين بقيادة الملك الكامل خلال الحملة الصليبية السادسة على الشام التي انطلقت في عام 1228م بقيادة فردريك الثاني إمبراطور ألمانيا وإيطاليا.
سقطت نابلس بيد التتار سنة 1260م، ولكنهم خرجوا في نفس السنة على يد قطز المملوكي.

### التاريخ الحديث

مدخل نابلس بريشة ديفيد روبرتس عام 1839.

في سنة 1517 م سيطر العثمانيون على بلاد الشام وبضمنها نابلس، وأصبحت نابلس سنجقاً تابعاً لولاية دمشق، ووصلت المدينة أوج ازدهارها في عهدهم.

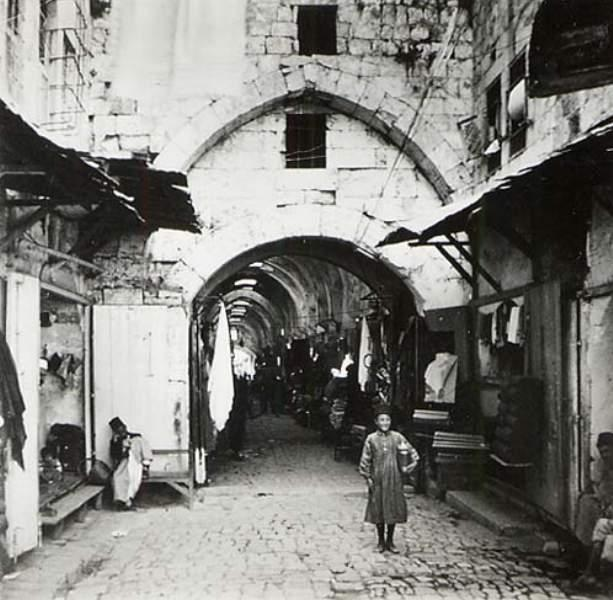
صورة قديمة لخان التجار القديم (سوق الأقمشة) في نابلس.

كانت نابلس خلال القرنين الثامن عشر والتاسع عشر أهم مدينة تجارية في فلسطين، متفوقة على القدس وعلى المدن الساحلية، ومن المحتمل أنها كانت الأكبر سكانيا في فلسطين في هذا الوقت. حوالي عام 1849، وصل عدد سكانها إلى عشرين ألفًا على الأقل، ما جعلها الأكبر سكانيًا في فلسطين. كانت أيضاً أكبر مركز لإنتاج القطن في الشام بكمية بلغت 225,000 كغم عام 1837. كانت المدينة مركزا لتجارة الأقمشة وكانت تصدر الصابون وزيت الزيتون والقطن إلى دمشق وبيروت ومصر وأوروبا.</"ref name="BD> نتيجة لدورها التجاري المهم، تعرضت نابلس بدءاً من عام 1773 إلى حصار عسكري واقتصادي تبعه احتلال قام به ظاهر العمر وخلفه أحمد باشا الجزار لإضعاف دورها وتقوية دور عكا، ودام هذا الاحتلال حتى عام 1804. بعد دمار عكا الذي نتج عن هجوم إبراهيم باشا عام 1931-1932، عادة أهمية للازدياد مجددا. في سنة 1832 دخلت نابلس تحت الحكم المصري بقيادة القائد إبراهيم باشا، وفي عام 1834 ثار أهل نابلس على الحكم المصري بسبب الضائب والتجنيد الإجباري ولكنهم أخفقوا. دام هذا الحكم حتى سنة 1840 حيث عادت فلسطين إلى الحكم العثماني. وفي نهاية الحكم العثماني أصبحت مدينة نابلس مركز سنجق تابع لولاية بيروت يمتد من نهر الأردن إلى البحر المتوسط ويضم مئة قرية. ضرب زلزال كبير ثان نابلس في عام 1837 وأدى إلى تدمير حي كامل وإحداث أضرار كبيرة بحي آخر.
مع نهاية القرن التاسع عشر، بدأ دور نابلس بالتراجع مع زيادة أهمية مدن أخرى مثل القدس التي اجتذبت مهاجرين يهود وحجاج مسيحيين، ويافا التي بدأت بالازدهار نتيجة زيادة تجارتها عبر الميناء.</"ref name="BD> استمر التراجع في القرنين اللاحقين بفعل الاحتلال الأجنبي وانتقال مراكز الإدارة والتجارة إلى مدن أخرى. سقطت نابلس بيد البريطانيين في يوم 21 أيلول 1918 بعد معركة شهدت مقاومة شديدة من الجنود العثمانيين. أخضعت فلسطين للانتداب البريطاني عام 1922 وأصبحت نابلس مجدداً مركزاً للمقاومة. فجر البريطانيون أجزاءً كبيرةً من حارة القريون خلال ثورة 1936-1939 لقمع المقاومة.

آثار زلزال نابلس سنة 1927.

ضرب زلزال قوي نابلس يوم 11 تموز من عام 1927  وأدى إلى تدمير 300 بيت ومبنى في مدينتها القديمة وبضمنها جامع النصر التاريخي  ويمكن رؤية آثاره على كثير من المباني حتى اليوم. أظهر تعداد عام 1941 أن نابلس جاءت في المرتبة السادسة في تعداد السكان في فلسطين بعد القدس وتل أبيب وحيفا ويافا وغزة على الترتيب، وكانت تضم محكمتين عدليتين على الأقل.

### بعد نكبة فلسطين

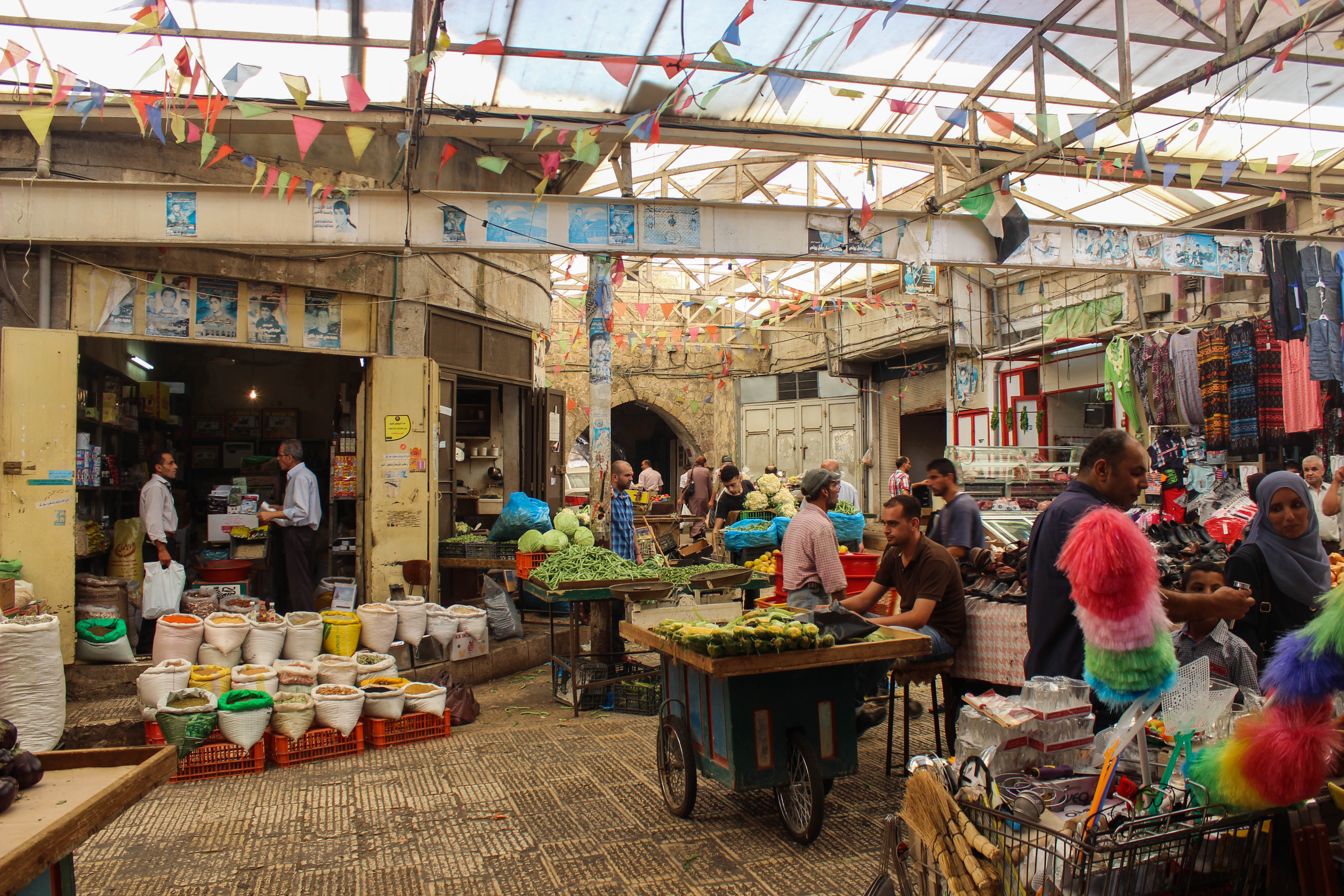
إحدى أسواق نابلس القديمة.

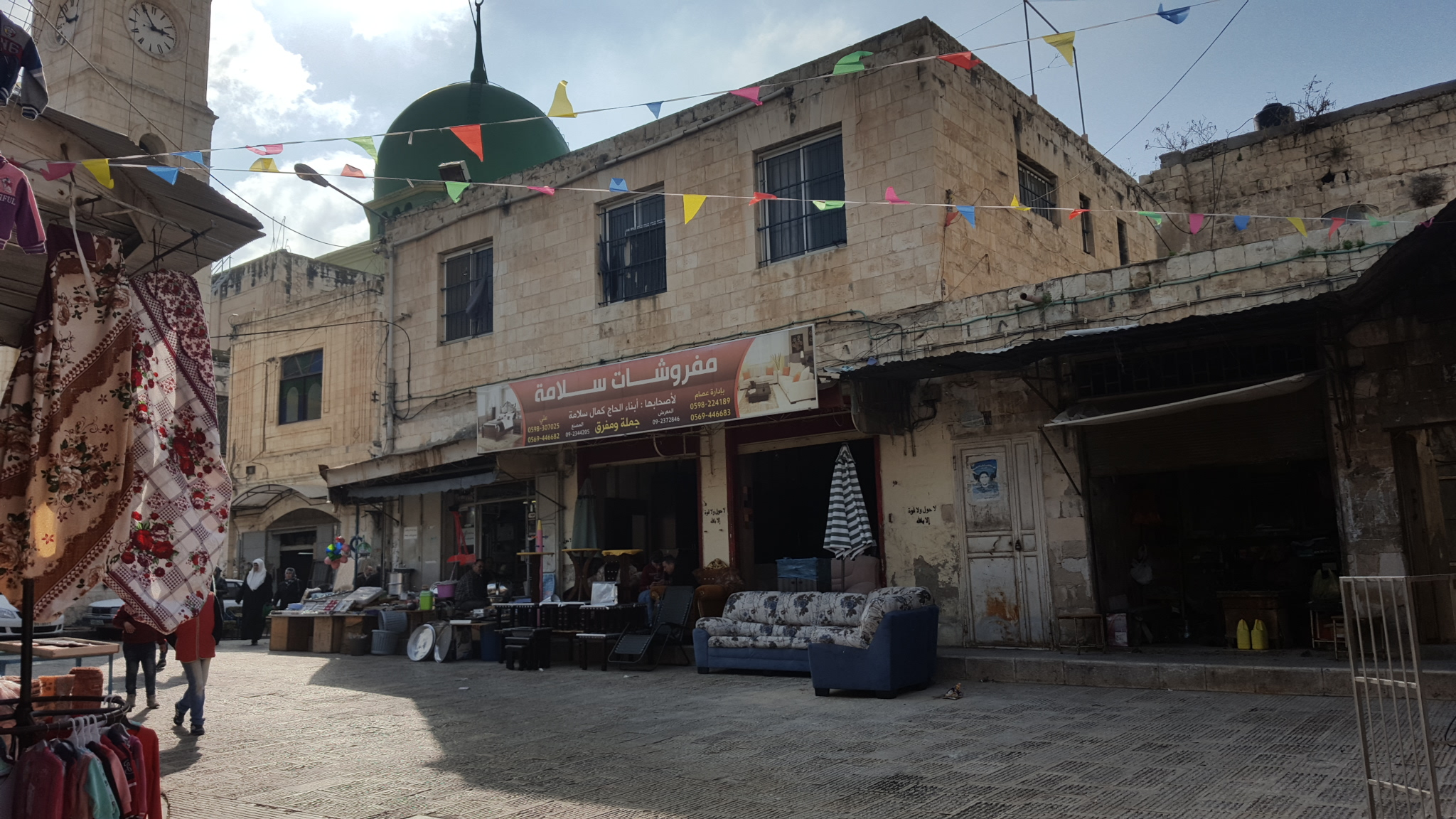
صورة لمحال تجارية في باب الساحة في المدينة القديمة في نابلس عام 2017.

بعد نكبة فلسطين عام 1948 ضمت الضفة الغربية بمحافظاتها الثلاث، نابلس والقدس والخليل، إلى الأردن وأصبحت في سنة 1950 جزءاً من المملكة الأردنية الهاشمية حتى احتلالها من قبل الإسرائيليين خلال حرب حزيران عام 1967م. منذ سقوطها حتى اليوم، شكلت نابلس إحدى أهم بؤر المقاومة وسقط منها شهداء كثر من أقدمهم وأبرزهم شادية أبو غزالة عام 1968 والفتاة لينا النابلسي عام 1976. بعد إتفاق أوسلو، انسحبت قوات الاحتلال منها في 10 كانون الأول سنة 1995م، قبل أربعة أيام من الموعد المتفق عليه مع السلطة الفلسطينية، وكانت الوحيدة من بين المدن الفلسطينية التي أخليت قبل موعدها.
في ظل السلطة الفلسطينية، استمر دور المدينة بالتراجع بسبب الحصار الإسرائيلي والعمليات العسكرية وتركيز السلطة الفلسطينية على بناء عاصمتها الجديدة رام الله، انتقلت كثير من المؤسسات والشركات والمراكز الثفافية ومراكز البحوث إلى رام الله. نتيجة لذلك، ارتفعت نسبة البطالة في نابلس وتراجعت تجارتها.

## نابلس في أدب الرحلات
ذكر رحالة كثر نابلس في أعمالهم. من هؤلاء المقدسي في القرن العاشر الميلادي الذي وصفها في كتابه «أحسن التقاسيم في معرفة الأقاليم» حيث قال: 
| نابلس | نابلس: في الجبال كثيرة الزيتون يسمونها دمشق الصغرى، وهي في وادٍ قد ضغطها جبلان، سوقها من الباب إلى الباب وآخر إلى نصف البلد، والجامع وسطها، مبلطة نظيفة لها نهر جارٍ، بناؤهم حجارة ولهم دواميس عجيبة. | نابلس |

في سنة 1325م زارها ابن بطوطة فوصفها بأنها مدينة عظيمة كثيرة الأشجار والماء ومن أكثر بلاد الشام زيتوناً، وبها مسجد جامع متقن وحسن في وسطه بركة ماء عذب.

في القرن التاسع الهجري، أفاض مجير الدين الحنبلي العليمي في ذكر نابلس ونواحيها فقال فيما قال: 
| نابلس | ونابلس مدينة بالأرض المقدسة مقابل بيت المقدس من جهة الشمال مسافتها عنه نحو يومين بسير الأثقال خرج منها كثير من العلماء الأعيان وهي كثيرة الأعين والأشجار والفواكه ومعظم الأشجار بضواحيها الزيتون | نابلس |

في سنة 1671م زارها الرحالة العثماني أولياجلبي، حيث ذكر أنها مركز لواء تابع لولاية دمشق ويضم مائتي قرية. وذكر مساجدها وسوقها ومدارسها وحماماتها قائلاً: 
| نابلس | إنها تقع بين جبلين وتكثر فيها الجناين والبساتين ومناخها ممتاز وتحيط بها جبال تكسوها الكروم وأشجار الليمون والرمان والتين والزيتون والنخيل. | نابلس |

 وأغلب الظن أنه قصد وجود الليمون والنخيل في غور نابلس وليس في جبالها.

## الاقتصاد والخدمات

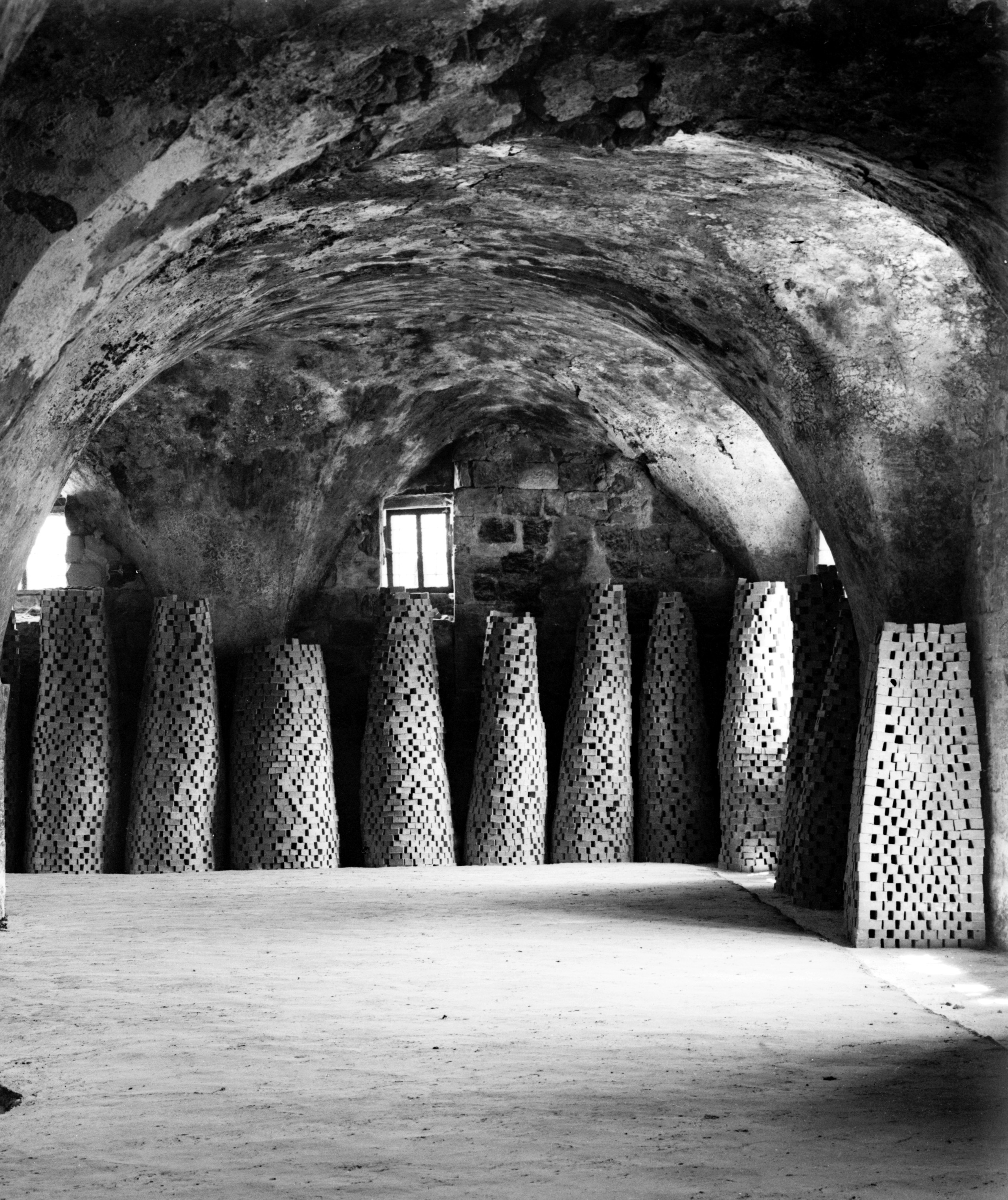
أكداس من الصابون النابلسي في أحد المصانع ما بين أعوام 1900 إلى 1920.

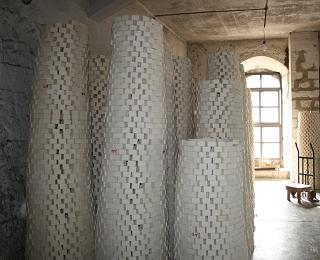
صابون نابلسي مكدّس في مصبنة طوقان بالمدينة.

نابلس عاصمة فلسطين الاقتصادية، وتعتبر المركز التجاري والصناعي الرئيس في فلسطين قبل النكبة  وفي الضفة الغربية بعد ذلك. إضافةً إلى ذلك، وهبها موقعها الجغرافي المميز وأمطارها الغزيرة (التي تعتبر الأغزر في فلسطين) أهمية كمركز لإنتاج وتبادل المنتجات الزراعية. كما تشتهر المدينة بصناعة الصابون والمصنوعات اليدوية والأثاث والبلاط وتشتهر بجودة حجارتها ومهارة حجّاريها ومصانع النسيج ودباغة الجلود. كما توجد على تخوم نابلس سوق لتبادل البضائع الحيّة كالمواشي وسوق الخضار المركزية للضفة الغربية. تضم نابلس الإدارات العامة لكبريات الشركات الفلسطينية مثل شركة الإتصالات الفلسطينية وشركة فلسطين للتنمية والاستثمار (PADICO)، وفيها مقر بورصة نابلس المعروفة رسمياً بسوق فلسطين للأوراق المالية. كانت نابلس مركزاً للإدارات الإقليمية للمصارف الفلسطينية والعربية الموجودة في الضفة الغربية قبل أن يتم نقل معظمها إلى رام الله مع تأسيس السلطة الفلسطينية هناك. تشتهر نابلس كذلك بعمارة أسواقها، وخاصة في حي القصبة في المدينة القديمة، كما تشتهر بحلوياتها وخاصة «الكنافة» التي تنسب أجودها للمدينة.

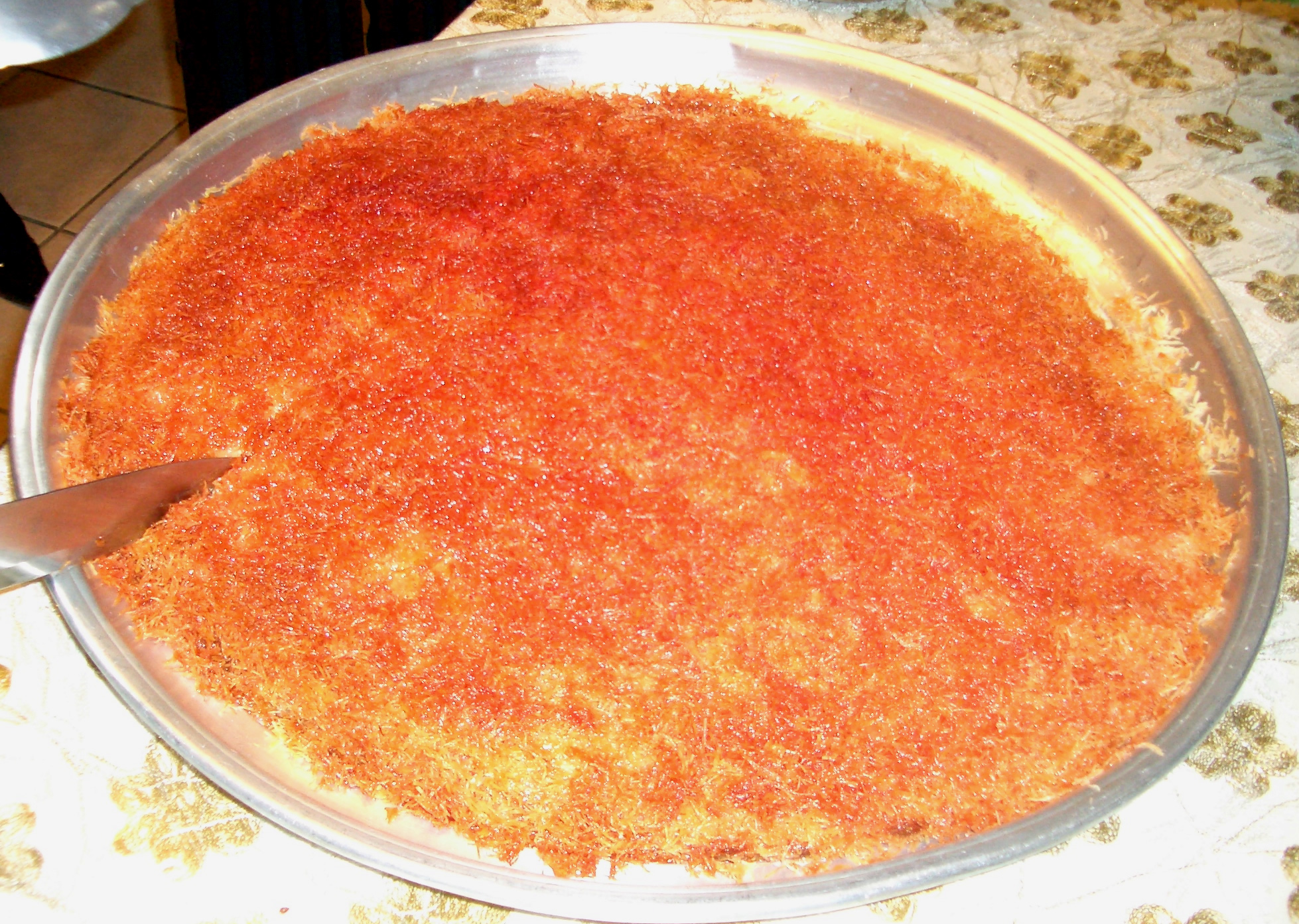
الكنافة النابلسية.

### الصناعة
كانت المدينة تشكل ثقلاً اقتصادياً هاماً قبل 1967م وكانت مدن الضفتين تعتمد عليها في بعض الصناعات وبعد الاحتلال ونتيجة لسياسة سلطات الاحتلال الإلحقاية التي تقوم على تدمير الاقتصاد الوطني تعرضت الصناعات الكبيرة فيها إلى التراجع وهبوط مستوى إنتاجها وأهم هذه الصناعات مصانع الجلود والنسيج والكيمياويات والصناعات المعدنية، وفي المدينة غرفة تجارة أسست عام 1943م.
تشتهر المدينة بالكثير من المنتجات الزراعية والمصنعة أهمها:
- الصابون النابلسي: ازدهرت صناعة الصابون في نابلس واشتهر صابونها الذي يصنع من زيت الزيتون حتى أصبحت مصابنها جزءاً من تراث المدينة.[70] كانت صناعة الصابون أحد أعمدة الاقتصاد النابلسي ووصل عدد المصابن إلى أكثر من ثلاثين مصبنة،[71] توقف معظمها عن العمل بفعل إغلاق الأسواق الخارجية وغياب الابتكار والتجديد.[72]
- الحلويات النابلسية: أهم حلوياتها على الإطلاق الكنافة النابلسية الشهيرة في كل أنحاء المشرق العربي وتركيا. دخلت نابلس موسوعة غينيس للأرقام القياسية بأكبر طبق (صدر) كنافة في 18 تموز 2009.[73] تشتهر نابلس أيضاً بالمدلوقة والحلاوة المصنوعة من السمسم والكلاج والقطايف والفطير وحلاوة الزلابية إضافة إلى الحلويات الشامية مثل البقلاوة.

من المُنتجات الأخرى التي تمتاز بها نابلس عن غيرها الجبن النابلسي والطحينة والحلاوة والقزحة، والأخيرة عبارة عن مائع أسود اللون يستخلص من حبة البركة، يؤكل غمساً وله استعمالات طبية مهمة.

### الزراعة في محافظة نابلس

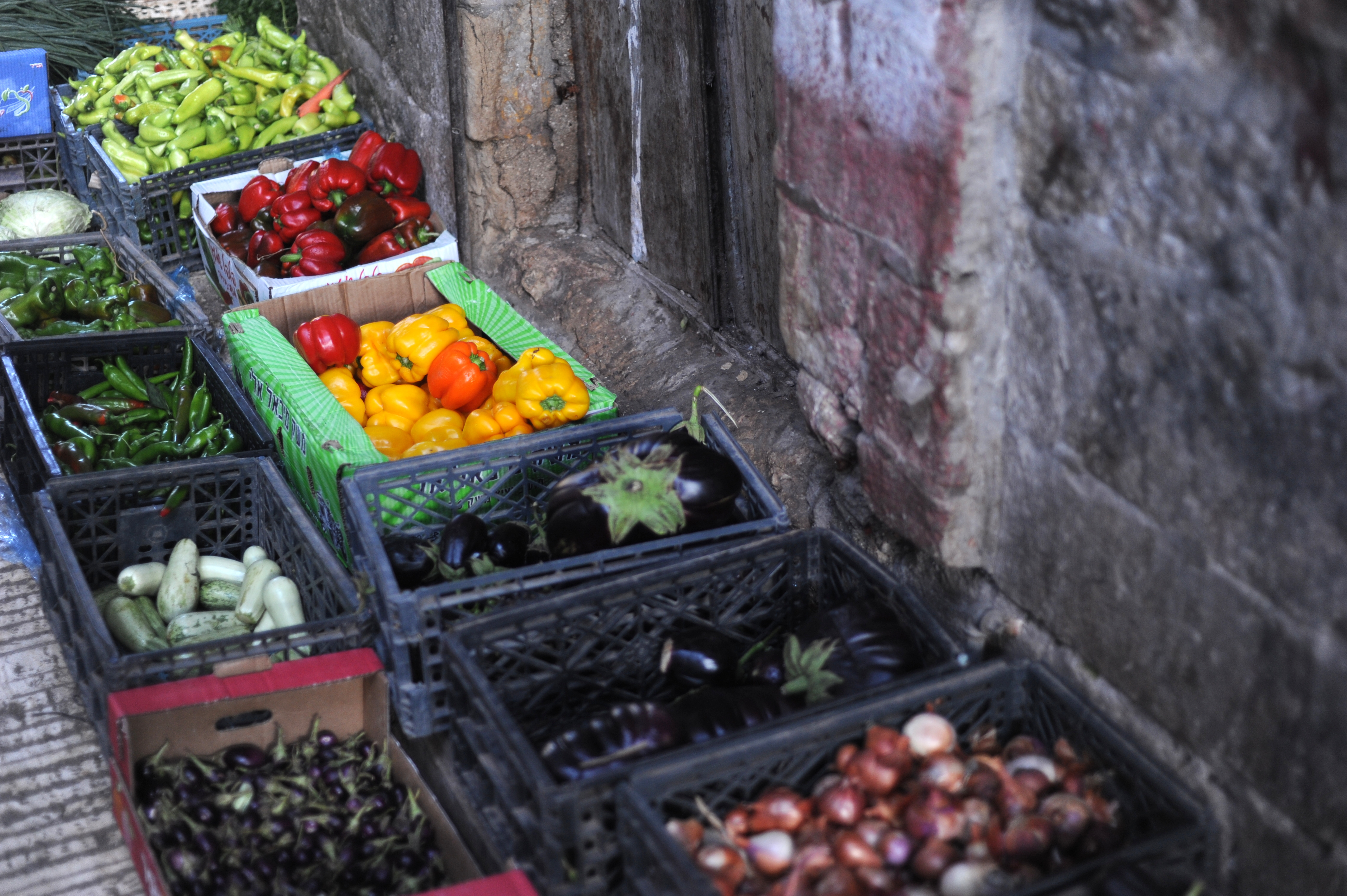
سلال خضار مختلفة في سوق بشارع خالد بن الوليد.

تساهم الزراعة بنسبة قليلة من الدخل، ويتركز الإنتاج الزراعي على سفوح الجبال وفي الأغوار وتعتمد على مياه الأمطار والري في الأغوار. فيها العديد من المزارع لتنمية الثروة الحيوانية.
تعد نابلس مركز زراعة الزيتون في فلسطين، ولهذا ازدهرت فيها صناعة الصابون النابلسي المطبوخ من زيت الزيتون. إضافة إلى الزيتون، تحيط بنابلس بساتين الرمان واللوز والخوخ والمشمش والدراق. تزرع الخضراوات والحمضيات المروية في الغور حيث تقل أخطار الصقيع. كانت منطقة نابلس تشتهر أيضاً بزراعة القطن، إلا أن هذا المحصول اختفى تقريباً الآن من منطقة نابلس، ولكنه لا زال يزرع في السهل الساحلي.
تشتهر المدينة أيضاً بمنتجات زراعية خاصة مثل الزعتر النابلسي وتعرف بمنتجاتها الجبلية مثل البابونج والميرمية. صادرت سلطات الاحتلال مساحات واسعة من أراضي المحافظة وأقامت عليها 43 مستوطنة مما أدى إلى انحسار مساحة المراعي الطبيعية.

### الخدمات الصحية
فيها مشفيان حكوميان أولهما المستشفى الوطني الذي يٌقدم خدمات في تخصص علم الأورام. بني هذا المستشفى عام 1910 ويقع في وسط المدينة. ثاني المستشفيات الحكومية مستشفى رفيديا الجراحي الذي يقع في غرب المدينة ويُعد أكبر مستشفى في المدينة. يوجد أيضاً مشفيان خاصان غير ربحيين هما المستشفى الإنجيلي العربي وهو الأقدم في المدينة حيث أنشيء عام 1900 ومستشفى جمعية الاتحاد النسائي العربي.. من المشافي الخاصة الربحية المستشفى العربي التخصصي ومستشفى نابلس التخصصي الذي أسس عام 2001، ويقدم خدمات اختصاصية في جراحة القلب المفتوح وقثطرة شريانية ورأب الوعاء. بعد إنشاء كلية الطب في جامعة النجاح أنشيء مستشفى النجاح الوطني الجامعي وهو أول مستشفى جامعي في فلسطين.
إضافة إلى ما تقدم، هناك مستوصفات خيرية تقدم خدمات الطوارئ والإسعافات الأولية مثل مستوصف الرحمة ومستوصف التضامن التابع لجمعية التضامن الخيرية ومركز الرازي الطبي ومركز الأمل للتأهيل. هناك أيضاً العديد من العيادات الطبية الحكومية أو التابعة لوكالة غوث وتشغيل اللاجئين الفلسطينيين أو الأونروا، وخاصة في مخيمات اللاجئين. في عام 2010، بلغ معدل السكان لكل مركز رعاية صحية 5,486 مواطن وهو الرقم الأصغر مُقارنة مع باقي المدن الفلسطينية. ويتمتع المواطن النابلسي بخاصية التأمين الصحي الذي يتم تأمينه من جهة الحكومة (نظام التأمين الصحي الحكومي) والتأمين الصحي الخاص والمنظمات الغير حكومية والأونروا أيضًا ويصل عدد العائلات التي تستفيد من هذا التأمين 19,051 عائلة.

### الخدمات البلدية
في عام 1997، تم ربط 18,003 منزل بالشبكة العامة للكهرباء أي ما يعادل 99,7% من المدينة. قبل بناء هذه الشبكة عام 1957 كان التزود بالكهرباء يتم عن طريق بعض المولدات الخاصة. بالإضافة أن الشبكة تمد 18 بلدة وقرية بجوار المدينة بالكهرباء عن طريق نفس الشبكة.
وترتبط 93% من منازل المدينة بنظام الصرف الصحي و7% عن طريق الحُفر الامتصاصية. وأُنشئ نظام الصرف الصحي في أوائل الخمسينات، بالإضافة إلى ارتباط مخيم بلاطة ومخيم عسكر ومخيم عين بيت الماء. وتوفر بلدية نابلس المياه الصحية عن طريق الأنابيب لجميع المنازل في المدينة. وقد قامت السلطات البريطانية بتأسيس شبكة المياه عام 1932، وتتزود بالمياه من الآبار الأربعة المجاورة للمدينة في: دير شرف، الفارعة، وادي الباذان و‌أودلا.

#### إطفائية البلدية
تم تأسيس إطفائية بلدية نابلس عام 1958. حيث تألفت أول فرقة إطفاء من خمسة أفراد مع سيارة إطفاء واحدة، حتى عام 1986 كانت مسؤولة عن منطقة شمال الضفة الغربية كاملةً. ولكن اليوم تقتصر خدماتها فقط في نابلس. في عام 2007، بلغ عدد السيارات المُستعملة لإطفاء الحرائق 20 سيارة و70 فرد. خلال الفترة الواقعة ما بين 1997 و2006، قامت بإطفاء 15,346 حريق.

## الطرق والمواصلات

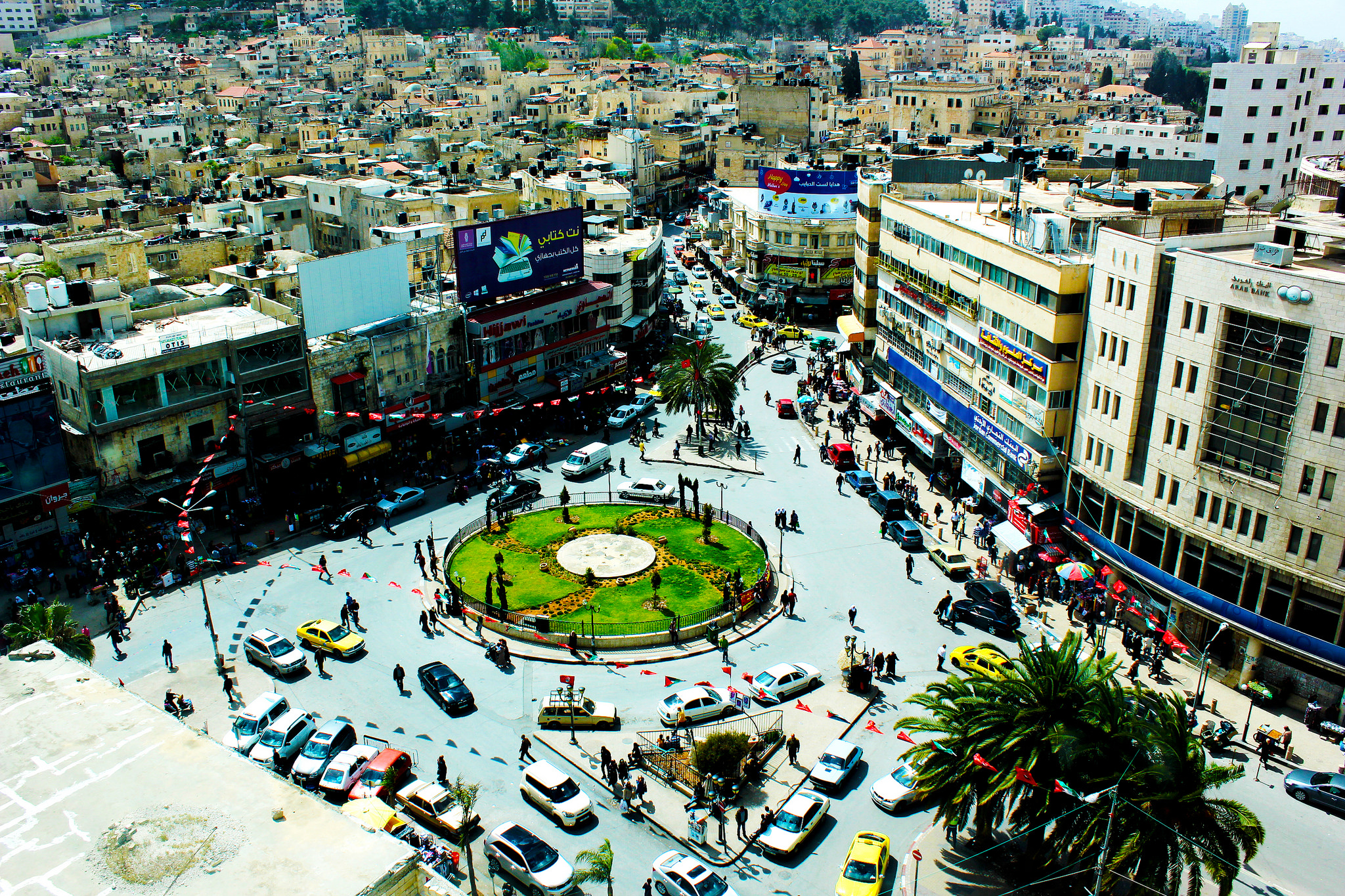
منطقة وسط البلد، منطقة دوار الشهداء، بنابلس في فلسطين

ينقسم نظام الطرق والمواصلات في نابلس كما هو الحال في باقي مناطق الضفة الغربية إلى قسمين رئيسيين، واحد لإستخدام المواطنين الفلسطينيين والآخر لإستخدام المستوطنين الإسرائيليين. تصل مساحة الطرق الرئيسية التي تربط مدينة نابلس بالقرى المُحيطة بها إلى 365.8 كم 2، بينما تصل مساحة الطرق الفرعية التي تربطها بالقرى إلى 313.2 كم 2. ومنذ توقيع اتفاقية أوسلو بين السلطة الوطنية الفلسطينية والجانب الإسرائيلي في أيلول سبتمبر عام 1995 عملت إسرائيل على إنشاء نظام طرق خاص يربط مستوطنات الضفة الغربية ببعضها البعض، ويضمن مرورا آمنا لمستوطني الضفة الغربية. وقد أدى نظام الطرق هذا إلى تقسيم الأراضي الزراعية في الضفة الغربية وبعثرتها. وقد وصل طول هذه الطرق إلى 39,699 كم مربع حتى نهاية شهر مارس من العام 1996.
تعد المركبات في نابلس أهم وسائل النقل، بل تكاد تكون الوحيدة التي يعتمد عليها سكان نابلس للتنقل برًا من وإلى المناطق المختلفة داخل الوطن والمدن المجاورة. حيث تبلغ عدد السيارات 20.397 منها 15.507 سيارة خاصة و1.490 سيارة أجرة و121 حافلة عمومية. ويعتبر متوسط سنة إنتاج السيارة منخفضًا في المدينة حيث يبلغ عدد السيارت التي تم تصنيعها (قبل عام 1997) 9.540 سيارة أي ما يقارب نصفها.

## الحياة الثقافية والتراث

فرقة دبكة شعبية فوق جبل جرزيم.

تعتبر نابلس من أغنى المدن الفلسطينية ثقافياً وتراثياً. من الألقاب التي عرفت بها نابلس «عش العلماء» ويعود سبب التسمية إلى كون نابلس مركزاً علمياً وأدبياً ونظراً لظهور الكثير من العلماء والأدباء والشعراء منها على مدى كثير من العصور.

### شعراؤها وأدباؤها
برز منها الكثير من أعلام الفكر والشعر والأدب. من أشهر شعرائها إبراهيم طوقان شاعر فلسطين وشقيقته فدوى طوقان وحلمي الزواتي وعبد اللطيف عقل وليلى علوش وعلي الخليلي ومحمد مهيب جبر ومن أدبائها في القرن العشرين عادل زعيتر وقدري طوقان ومحمد عزة دروزة وثريا ملحس وأكرم زعيتر.

### مؤسسات التعليم العالي والمراكز الثقافية

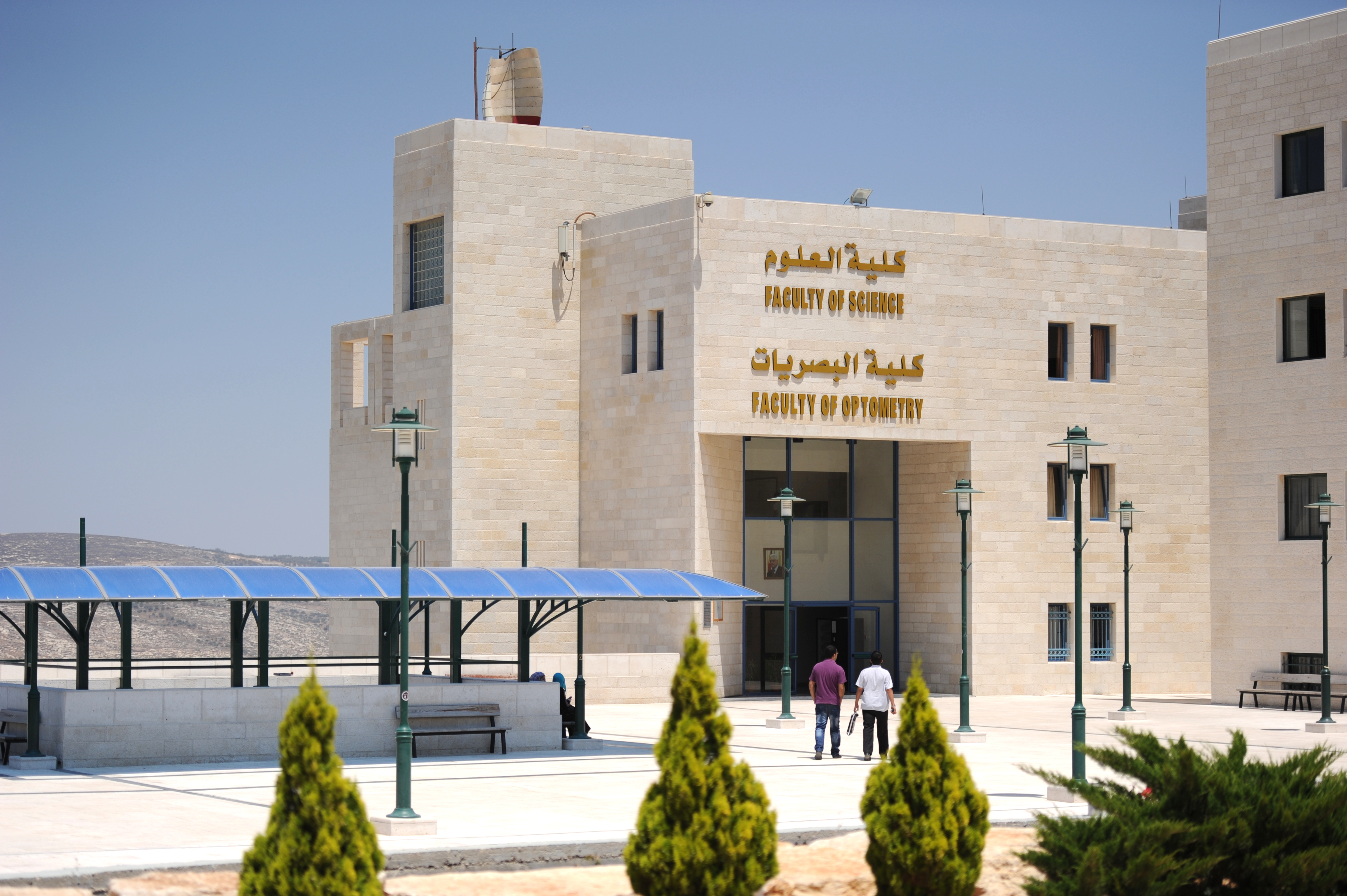
جامعة النجاح الوطنية.

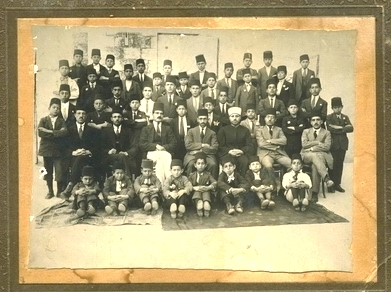
صورة لإحدى دفعات المتخرجين من مدرسة النجاح الوطنية (الآن جامعة النجاح) في نابلس عام 1920

تحتضن نابلس جامعة النجاح الوطنية الأكبر في الضفة الغربية والتي تضم عشرين كلية. توجد في المدينة أيضاً كلية الروضة للعلوم المهنية إضافةً إلى مراكز ثقافية مثل المنتدى التنويري الثقافي الفلسطيني والنادي الثقافي الاجتماعي ومركز حواء الثقافي وملتقى بلاطة الثقافي والمركز الثقافي الفرنسي وفرع للمجلس الثقافي البريطاني. كان في المدينة ثلاث دور سينما أغلقت خلال الانتفاضات المتعاقبة منذ 1989، وقد افتتحت عام 2009 دار جديدة للسينما، أغلقت أبوابها عام 2019. وتعد مكتبة بلدية نابلس العامة أقدم وأكبر المكتبات في الضفة الغربية حيث أنشئت عام 1960.
وفقًا ل الجهاز المركزي للإحصاء الفلسطيني، في عام 1997، بلغ عدد الطلاب 44,926 (41.2٪ في المدارس الابتدائية، 36.2٪ في المدرسة الثانوية، و22.6٪ في المدرسة الثانوية). في عام 2006، بلغ عدد المدارس 234 مدرسة و93,925 طالبًا وطالبة في محافظة نابلس؛ منها 196 تابعة لمديرية التربية والتعليم الفلسطينية و24 مدرسة خاصة و14 مدرسة تابعة ل الأونروا.

### المتاحف
أنشئ في نابلس متحف القصبة في موقع غني بالآثار الرومانية داخل المدينة القديمة. هناك أيضاً متحف سامري أقيم على قمة جبل جرزيم عام 1997 لإلقاء الضوء على ديانة وتراث السامريين.

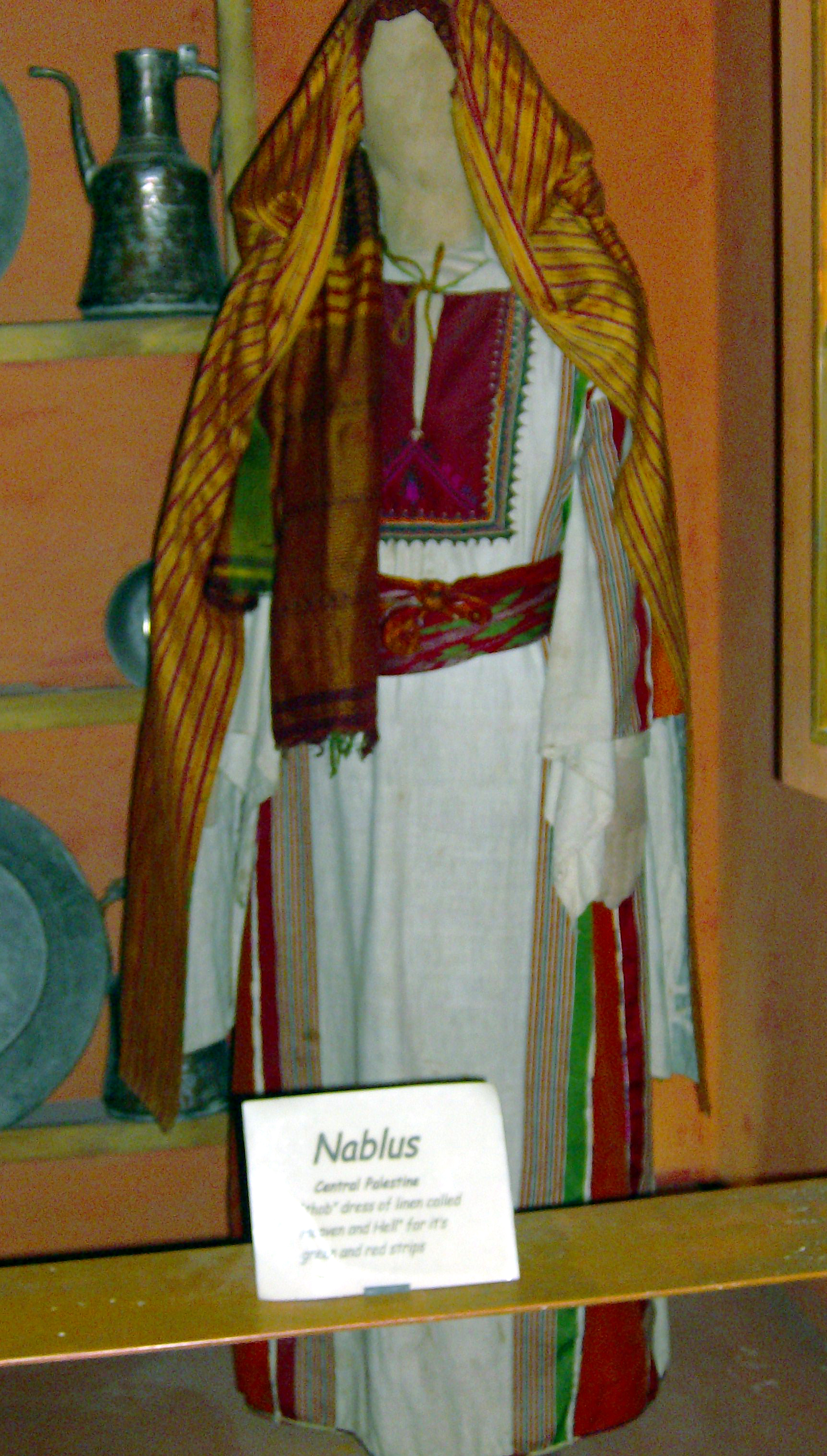
زي شعبي من ريف نابلس مصنوع من الساتان الدمشقي.

### الإنتاج التلفزيوني ومحطات البث التلفزيوني
تم في نابلس عام 2005 إنتاج مسلسل تلفزيوني يعالج الكثير من القضايا الاجتماعية وكان اسم المسلسل «براويز» من إنتاج تلفزيون آسيا ـ نابلس، كذلك أنتج مسلسل تلفزيوني اجتماعي آخر عام 2008 حمل عنوان «لهون حلو». فيها سبع محطات تلفزة محلية أهمها وأولها تلفزيون نابلس وخمس محطات إذاعة محلية تبث على موجات إف إم، وهي تؤثر بشكل فاعل بطرح قضايا تخص المدينة وسكانها، من أبرز هذه الإذاعات راديو شباب أف ام، راديو طريق المحبة، إذاعة جامعة النجاح الوطنية وإذاعة القرآن الكريم.

### الزي الشعبي

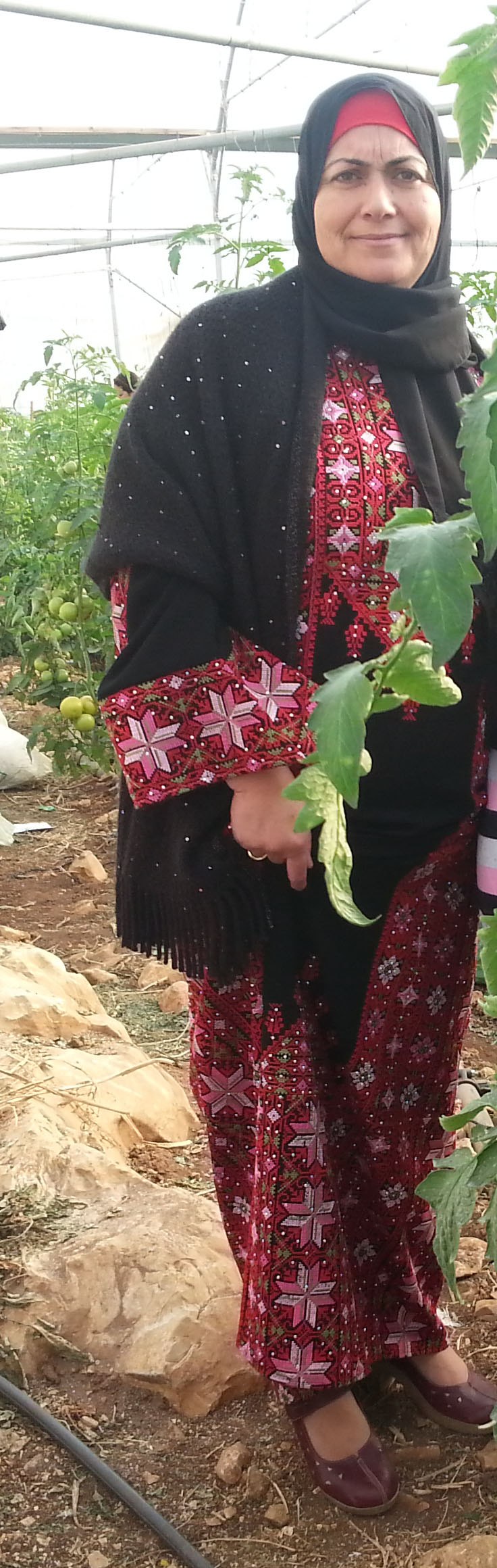
سيدة فلسطينية من مدينة نابلس تردي الثوب الفلسطيني المنتشر في المدينة

يشبه الزي النسائي القديم المعروف لمدينة نابلس إلى حد كبير الزي النسائي لمدينة دمشق، والذي يتكون من يشمك وغطوة وكاب أو ملاية. والحال كذلك بالنسبة للزي الرجالي الذي كان يتكون من الشروال والطربوش.

### الفن التشكيلي
أقيمت في مدينة نابلس أضخم جدارية في فلسطين بمساحة 550 متر مربع عند مفترق جامع السلام غرب المدينة. كما أقيم في مدينة نابلس حديثا غالري فني يهتم بالفن التشكيلي بكافة أنواعه وهو غالري تهامة.

### الرياضة
توجد في المدينة العديد من الأندية الرياضية أهمها نادي حطين ونادي اتحاد نابلس ونادي عيبال وشباب نابلس، إضافة إلى أندية صغيرة مثل نادي أهلي بلاطة ونادي التضامن ونادي جبل النار ونادي إسكان الموظفين. إضافةً إلى ذلك، يوجد مركز للشباب في كل مخيم للاجئين (كبلاطة وعسكر وعين بيت الماء). فيها ملعب بلدي لكرة القدم هو الأقدم في فلسطين حيث أسس عام 1950. جرت توسعته وإعادة تأهيله ليتسع ل4,000 من المتفرجين.

### الحديقة النباتية
أقيمت أول حديقة نباتية تعليمية وبحثية في فلسطين في قرية تل الواقعة في ضواحي نابلس. أشرف على هذا المشروع ونفذه مركز أبحاث التنوع الحيوي والبيئة «بيرك» ويقع مقره في ذات القرية. تحتوي الحديقة على أشجار الحور، عروس الغابة، الخروب، البطم، الجكرندا، الطلح الناعم، السنديان، العبهر، الصنوبر، الكينا، التين، الزيزفون السوري، الورود، بالإضافة إلى حديقة مائية وحديقة صخرية.

## أهميتها الدينية
أخرج ابن أبي شيبة عن كعب الأحبار قال: 
| نابلس | أَحبُ البلاد إلى الله الشّام. وأحبُ الشّام إلى الله القدس. وأحبُ القدس إلى الله جبال نابلس، ليأتينَّ على النّاس زمان يتماسحونه كالحبال بينهم. | نابلس |

 هي من أهم المدن قداسة وخاصة عند اليهود والنصارى. يقال أن النبي آدم سجد فيها على جبل جرزيم. هي الموقع الكنعاني الأول الذي ذكرته التوراة وفيه بنى إبراهيم أول هيكل لدى قدومه من حلب. إضافة إلى إبراهيم، سكنها أنبياء أهمهم إسحاق ويعقوب. ويعتقد اليهود أن إبراهيم همّ بذبح إسحاق على جبل جرزيم. مر بها المسيح حيث سقته المرأة السامرية من بئر يعقوب. يوجد فيها أيضاً قبر يوسف وبظاهرها قبور أنبياء آخرين.
هناك 17 معلما إسلاميّا في المدينة، و11 مسجدًا في المدينة القديمة. تمّ إنشاء 9 مساجد من هذه المذكورة قبل القرن الخامس عشر. تحوي نابلس، بالإضافة لدور العبادة الإسلامية، كنيسة للروم الأرثوذكس مكرسة للقديس جوستين الشهيد، المبنية عام 1898، وكنيسًا للسامريين، لا يزال يُستعمل من قبل تابعي هذه الديانة.

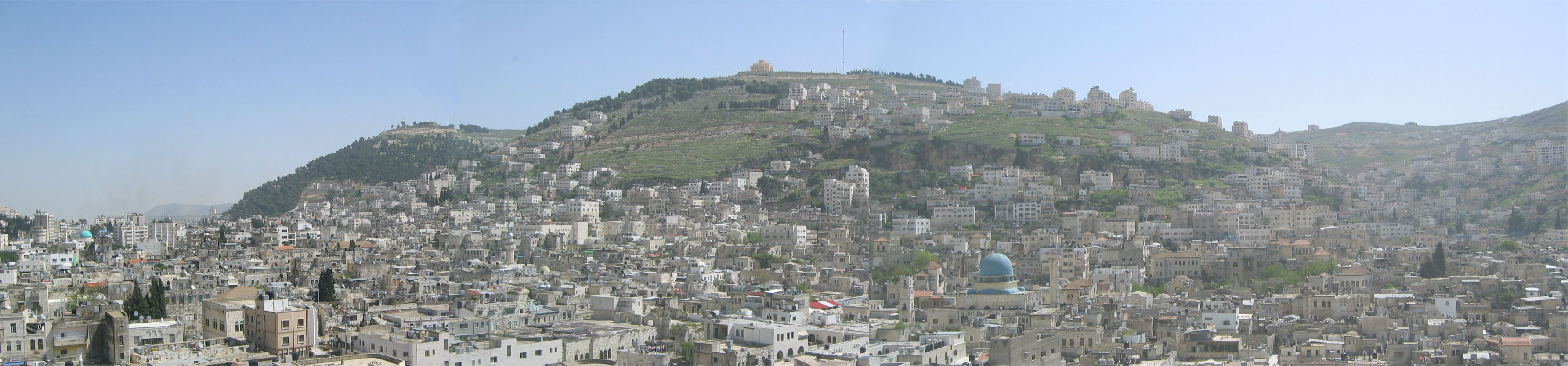
صورة للمدينة القديمة في نابلس يتوسطها جامع النصر، الصورة مأخوذة من جبل عيبال (الجبل الشمالي).

### المساجد

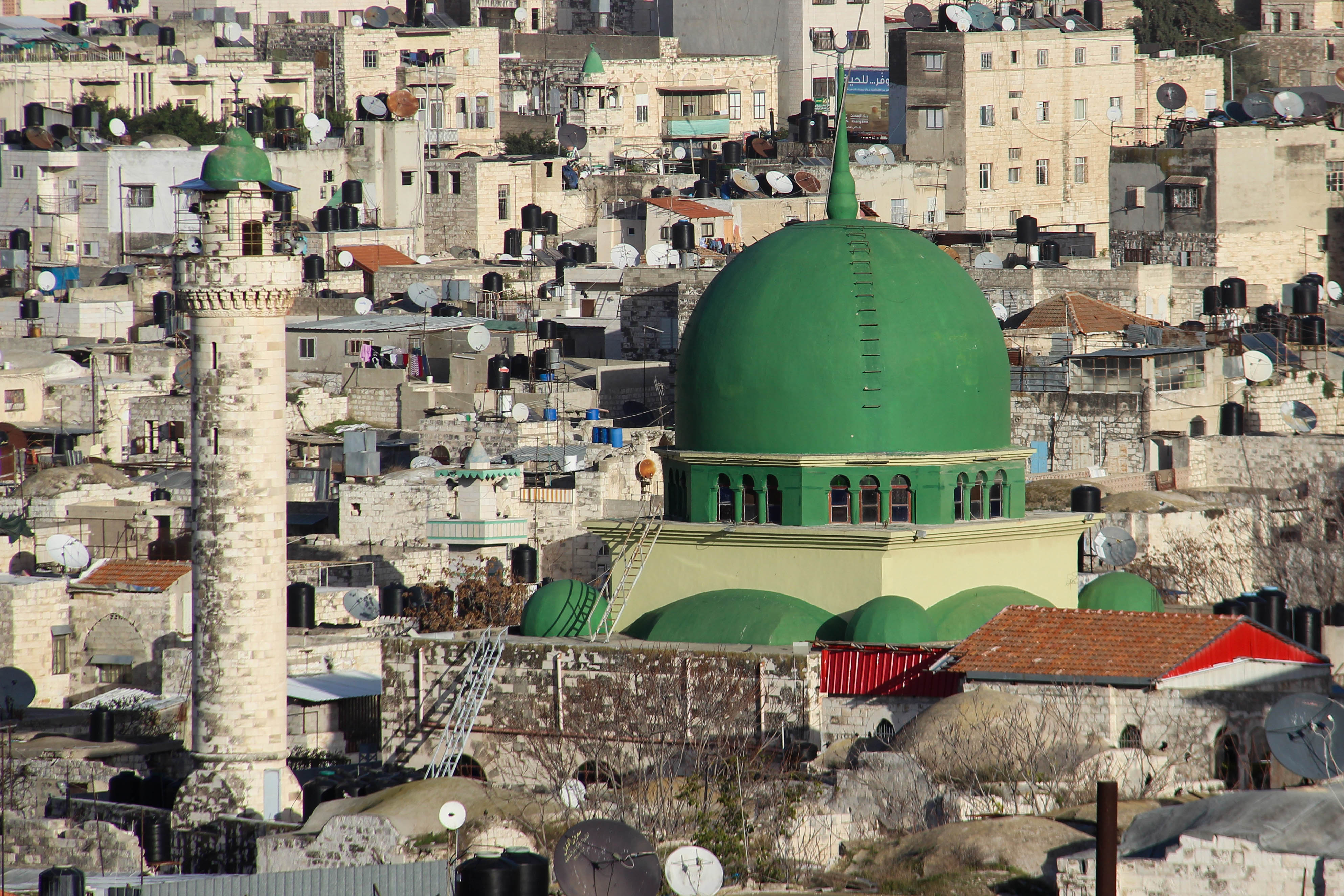
جامع النصر، أحد أهمّ وأبرز مساجد نابلس التاريخيّة.

نابلس مدينة المساجد، فمنذ أن دخلها الإسلام وهي جادة في بناء المساجد التي بنى معظمها الموسرون من أهلها حيث تفيد إحصائية من عام 1997م بأن عدد المساجد في مدينة نابلس وحدها دون قراها بلغ 49 مسجدًا  منها ما هو قديم جداً مثل جامع الخضراء، الذي يمتد عمره إلى بداية العهد الإسلامي،جامع التينة، جامع البيك، الجامع الصلاحي الكبير الذي كان كاتدرائية، جامع الساطون، جامع النصر، المسجد العمري، جامع المساكين، المسجد الحنبلي، جامع الأنبياء، جامع الخضر، مسجد العامود. وهناك عدد كبير من المساجد الحديثة.
توجد في نابلس لجنة زكاة تعتبر الأكبر في الضفة الغربية حيث تقوم على إعالة آلاف الأسر والأيتام وطلاب العلم في نابلس وقراها وتشرف على عدة مشاريع استثمارية ضخمة متعددة الأغراض.

### الكنائس والأديرة
تمتاز نابلس بتسامحها الديني، وهذا يفسر كثرة الكنائس وتنوعها وكذلك الأديرة المسيحية فيها. ومن أشهر الكنائس وأقدمها في نابلس كنيسة الأرثوذكس في المدينة القديمة، والكنيسة الأرثوذكسية المُقامة فوق بئر يعقوب. ومن أشهر أديرتها دير فنشر قرب جامع الخضر، ودير اللاتين قرب المقبرة الغربية. وهناك موقع شرقي المدينة يسمى خلة الرهبان.

## آثار ومعالم

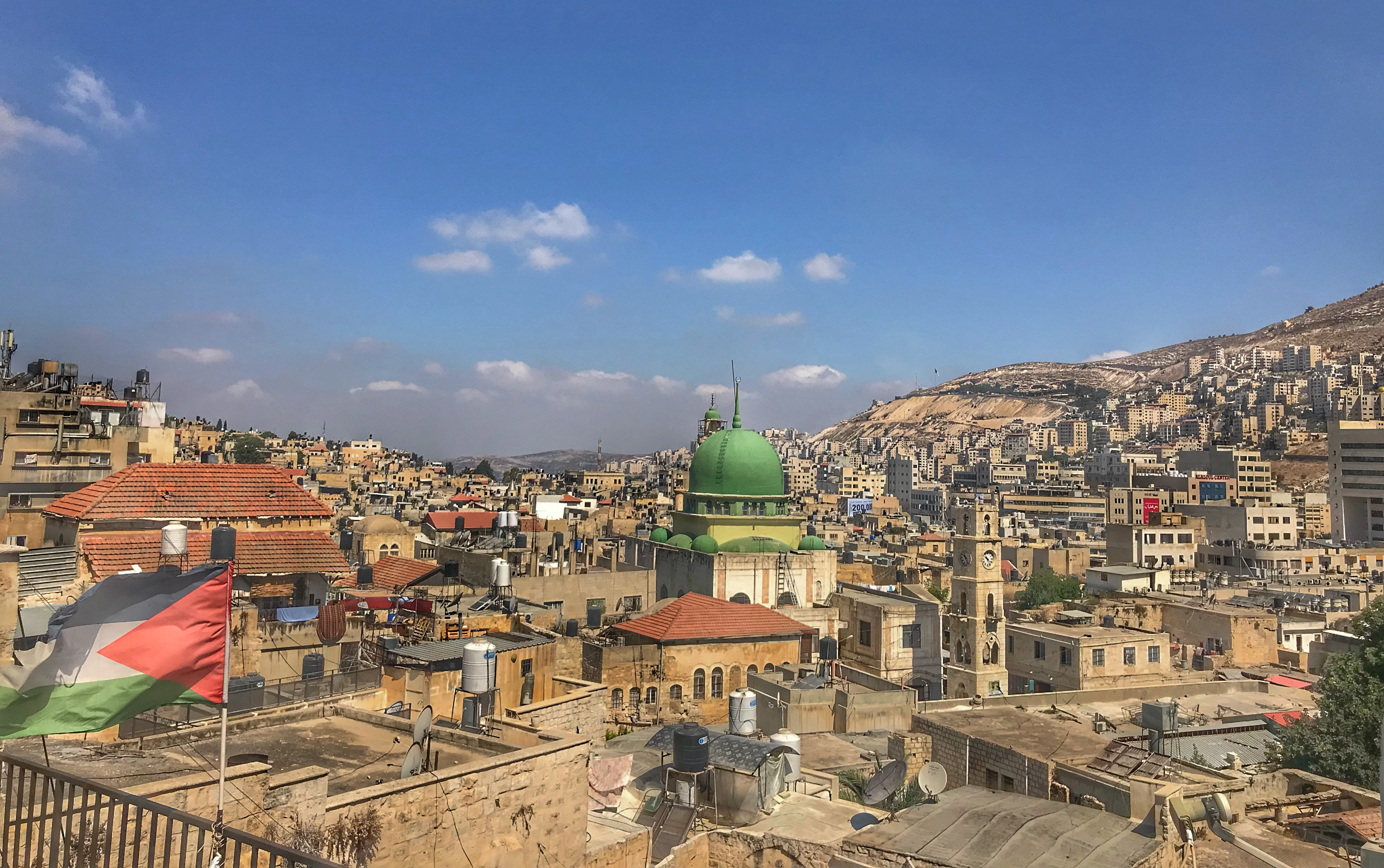

ميدان الحسين وسط مدينة في الخمسينات.

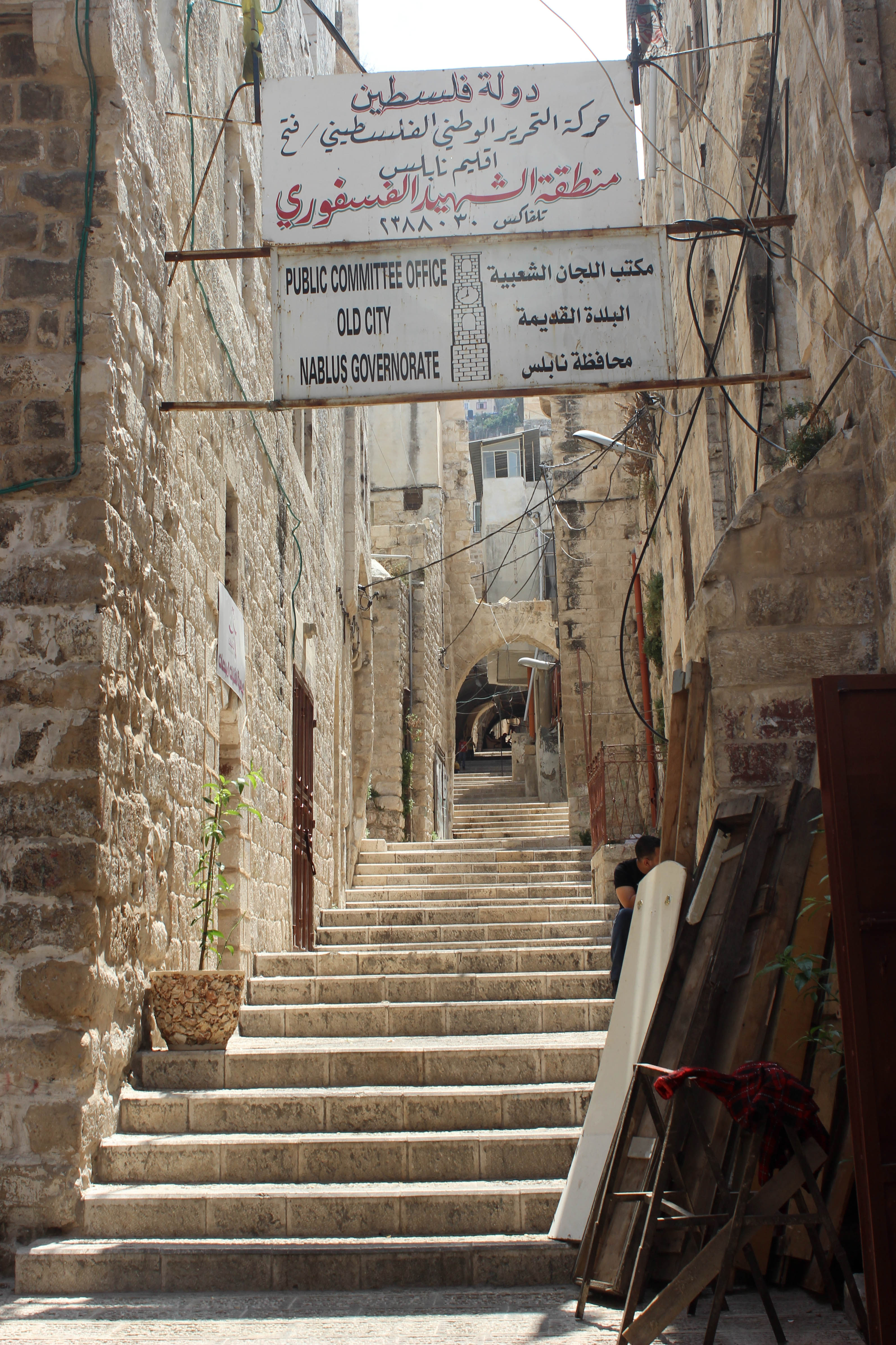
نابلس القديمة.

لا تزال مجموعة من المباني الأثرية والتاريخية الجميلة الممثلة لمختلف الفترات التاريخية السابقة التي مرت على نابلس قائمة حتى اليوم داخل المدينة، فبالإضافة إلى مدينة شكيم، لا يزال هناك ثلاثة عشر أثراً رومانياً من أبرزها المسرح والمدرج وميدان سباق الخيل، كما أن هناك خمسة وستين أثراً لمعالم التراث الحضاري الإسلامي موزعة على المساجد، المقامات، الزوايا، الخانات، القصور، الأسبلة، المدارس وغير ذلك. ومما يؤسف له أن هذه الآثار قد تعرضت للتدمير والهدم والتخريب الوحشي على يد الإسرائيليين أثناء هجومهم على البلدة القديمة في نابلس عام 2002.

### بوابات نابلس
يروي مؤرخو المدينة أن نابلس كان لها ثماني عشرة بوابة، زال معظمها جراء التوسع العمراني الذي شهدته ابتداءً من القرن التاسع عشر. ومنها: البوابة الشرقية، البوابة الغربية، بوابة الدير، بوابة الشيخ مسلم، بوابة إدريس، بوابة سوق الحدادين، بوابة البيك وسط المدينة القديمة، بوابة الوكالة.

### المعالم من العهدين الكنعاني والروماني

مقبرة عسكر البيزنطية.

تظهر الآثار الرومانية على أطراف المدينة القديمة، وبعض المعالم في البلدة القديمة ترجع إلى العهد البيزنطي والصليبي. من الآثار الكنعانية والرومانية المهمة في نابلس:

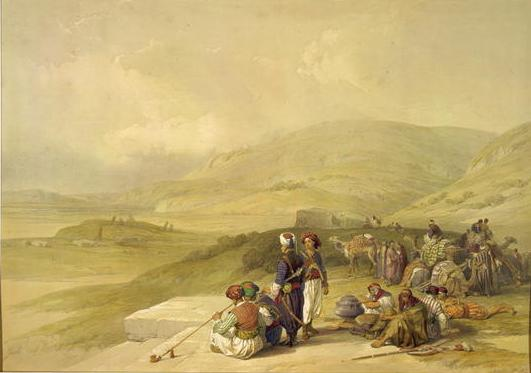
بئر يعقوب.

- سبسطية: مدينة أثرية فيها مدارج رومانية وشارع أعمدة. تقع على بعد كيلومترات قليلة شمال غرب نابلس.
- شكيم: مدينة كنعانية قديمة. بعض جدرانها لا تزال قائمةً إلى اليوم في الطرف الشرقي من مدينة نابلس.
- معبد جوبيتر أو زيوس: ويقع في تل الرأس في جبل جرزيم (الطور). أُسس كمعبد للآلهة زيوس في القرن الثاني للميلاد وقد تم اكتشافه عام 1930.
- مدرج سباق الخيل في ساحة الشهداء (ميدان الحسين سابقاً) وسط مدينة نابلس.
- المدرج الروماني في رأس العين: ويتسع لأكثر من ألف شخص، وهو أكبر المسارح المكتشفة في فلسطين.
- الشارع الروماني: اكتشفت أجزاء منه تحت مدرسة ظافر المصري في حارة القيسارية.
- مقبرة عسكر البيزنطية.
- المقبرة الرومانية الغربية: وتقع على أطراف المدينة على الطريق المتجه غربًا نحو الساحل الفلسطيني.
- بئر يعقوب: وهو البئر الذي شرب منه يسوع على يد المرأة السامرية بحسب التقاليد المسيحية، وأقيم فوقه دير أرثوذكسي، ولا يزال عامراً بالمياه الصالحة للشرب.
- قبر يوسف: هو مقام يعتقد أن القبر الموجود فيه يحتوي رفات النبي يوسف بن يعقوب التي حملت من مصر حسب التوراة، [105] ولذلك استولى عليه اليهود عام 1967 وجعلوه مقاماً مقدساً لديهم ونقطةً عسكرية قبل أن يطردهم سكان نابلس بالقوة عام 2000.

قبر يوسف بريشة ديفيد روبرتس في 1839.

- قناة جر المياه الرومانية: أقام الرومان هذه القناة في القرن الثاني الميلادي واكتشفت حديثاً على عمق 30 متراً تحت الأرض تحت أقسام من المدينة القديمة عند بناء مدرسة ظافر المصري في حارة القيسارية. يُعتقد أن هذه القناة تجر مياه الشرب من ينابيع جبل جرزيم ضمن شبكة من الخزانات والآبار، [106] ولا تزال المياه تتدفق في هذه القناة. تم ترميم جزء منها وفتحه للزوار من قبل بلدية المدينة قبل عدة سنوات.
- أربع كنائس بيزنطية حولت إلى مساجد.
- آثار جبل جرزيم. يوجد على قمة الجبل معبد يوناني وكنيسة بيزنطية مثمنة الأضلاع وقلعة صليبية ومقام إسلامي إضافة إلى خزانات مياه وأساسات أبنية.[107]
- تلة صوفر.

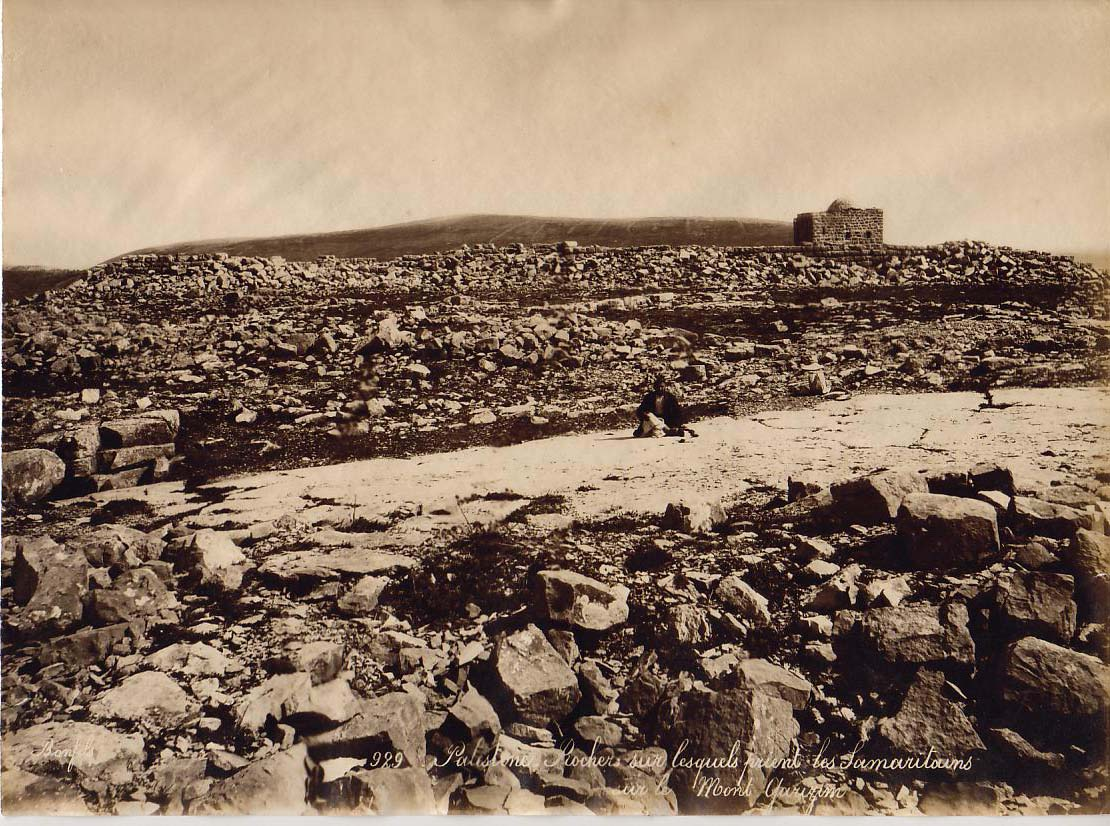
آثار على قمة جبل جرزيم يعتقد أنها للمعبد السامري ويظهر مقام على الطراز الإسلامي في خلفية الصورة.

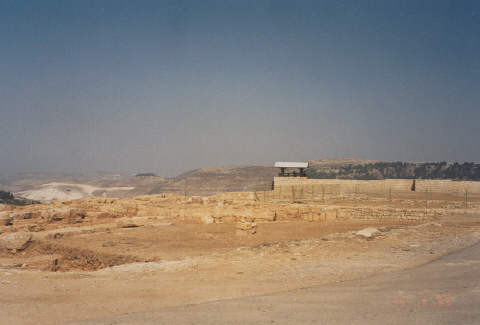
جانب من الحفريات الأثرية على قمة جبل جرزيم.

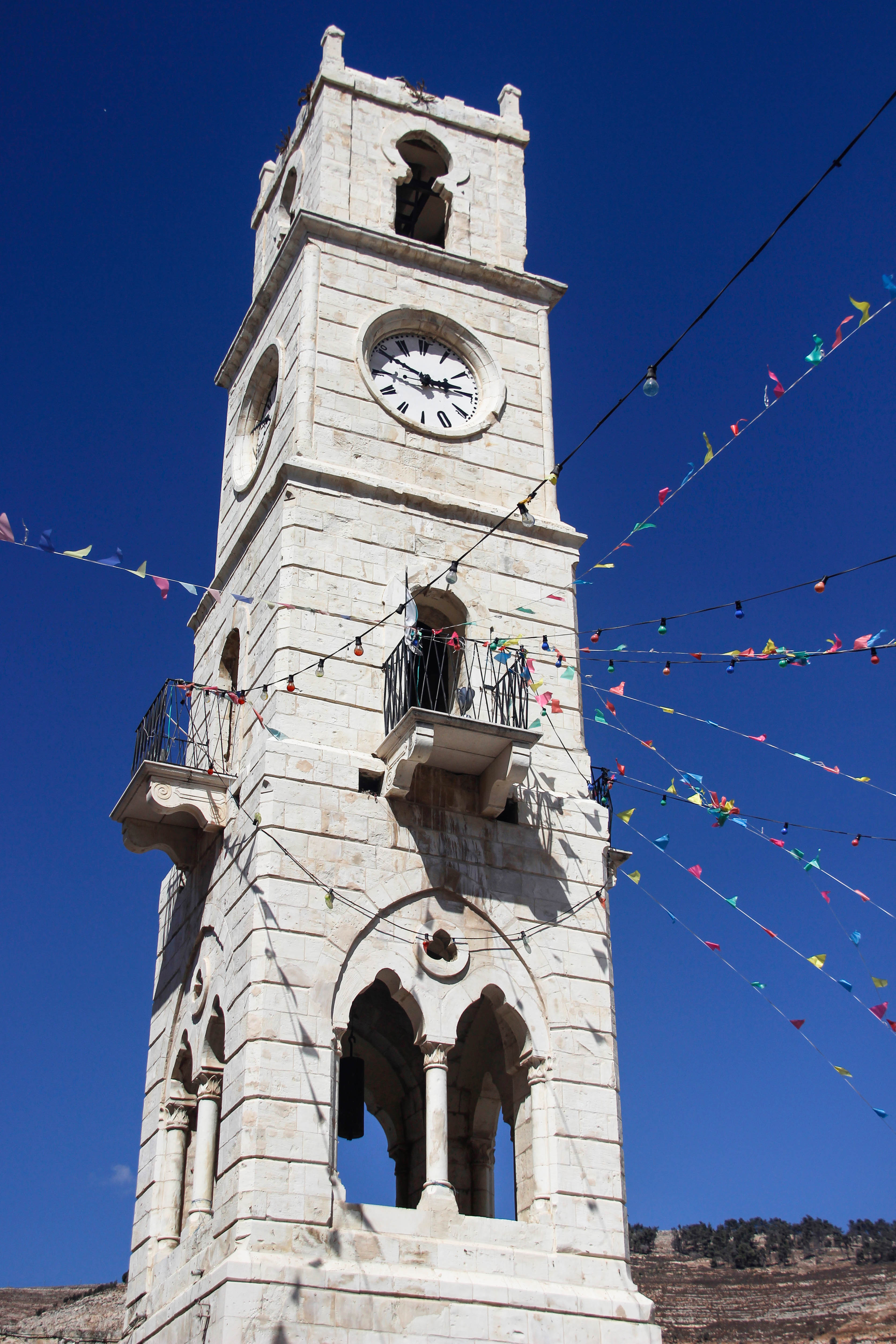
برج الساعة في المدينة القديمة.

- قبور الأنبياء في عورتا. فيها قبر النبي العزير في مغارة وكذلك قبر يوشع بن نون خادم النبي موسى ومفضل ابن عم النبي هارون.[96]

### المعالم من العهد الإسلامي
تتمثل أهم الآثار الإسلامية في أحياء المدينة القديمة في نابلس، وهي الياسمينة، القريون، الحبلة، القيسارية، العقبة، الغرب، القصبة الذي يمثل شريان المدينة القديمة ومركزها التجاري.
تحتوي نابلس على 2850 بناءً تاريخيًا من منازل وقصور عائلية، و18 معلماً إسلامياً و17 سبيلاً. يعود تاريخ إنشاء العديد من الأماكن التاريخية المهمة إلى العهد الإسلامي وبالأخص العثماني مثل:
- برج الساعة في باب الساحة
- خان التجار القديم
- خان التجار الجديد
- خان الوكالة الغربية
- المدرسة الرشادية أو المدرسة الفاطمية
- قصر النمر
- المنارة
- مستشفى الوطني الحكومي
- المستشفى الإنجيلي (المبنيان القديمان)
- سجن النساء التركي
- السجن (القشلة)
- سرايا الحكم التركي
- دار المفتي
- الوكالة الفروخية
- محطة ضخ مياه القريون
- البرج الصليبي
- جسر القطار قرب حدائق جمال عبد الناصر ومحطة القطار
- المدرسة الهاشمية (هدمت)
- المحكمة الشرعية.

إضافة إلى ذلك، تضم المدينة العديد من الآثار والمعالم القديمة، منها تسعة مساجد أثرية، أربع منها كانت كنائس بيزنطية بالأصل وحولت إلى مساجد، وخمسة مساجد بنيت في بداية العهد الإسلامي، وضريح يعود إلى الفترة الأيوبية، وكنيسة من القرن السابع عشر وعشرات المصابن.
يقع مقام رجال العامود على سفح جبل جرزيم الشمالي، ويعود تاريخه إلى عام 1396، ويتكون من سبع غرف متلاصقة يعتقد أنها كانت مسكن عامود النور وعائلته، ويوجد في الغرف الوسطى قبور يعتقد أن أصحاب المقام قد دفنوا فيها لاحقًا، وله فناء داخلي وسور، وفي جزئه الشمالي الغربي مسجد صغير تعلوه قبة حجرية.

### الحمامات التركية
ما زالت الحمامات التركية في نابلس شاهدةً على قدم هذه المدينة وعراقتها. كان عدد الحمامات التركية في نابلس أكبر من أية مدينة أخرى في فلسطين، حيث كانت تضم عشرة حمامات تركية  من أصل 38 في كل فلسطين. مع التطور العمراني ووصول المياه الجارية إلى البيوت، تضاءلت أهمية الحمامات العامة فهجر بعضها أو تضرر بسبب الإهمال بينما تحولت حمامات أخرى إلى مرافق مختلفة مثل حمام الخليلي، حمام الريشة، حمام الدرجة، حمام القاضي، حمام التميمي، وحمام النساء. تم خلال السنوات العشر الماضية تجديد بعض الحمامات التركية مثل حمام السمرة وحمام الشفاء. وإضافة إلى وظيفتها الأساسية، أصبحت هذه الحمامات تشكل ملتقيات للسكان من مختلف الأعمار حيث تشهد إقامة فعاليات ثقافية وتراثية.

### التخريب الإسرائيلي للمعالم الأثرية في نابلس
تعرضت المباني والمعالم التاريخية في نابلس لأضرار كبيرة من قبل الاحتلال الإسرائيلي، حيث دمر 149 معلماً من هذه المعالم بالكامل بينما تعرض 2000 معلم، أبرزها جامع الخضراء الذي يقدر عمره بـ 400 سنة، وخان الوكالة  لأضرار متنوعة أثناء عمليات الجيش الإسرائيلي في المدينة منذ بداية الانتفاضة الثانية عام 2000 وخاصة أثناء عمليتها الكبرى في نابلس في نيسان 2002. وأصاب الضرر قصورًا أثرية ومساجد ومصابن وأسواق.

## دور نابلس في النضال القومي العربي والوطني الفلسطيني
كانت نابلس على الدوام مركزاً للنضال الوطني والقومي حيث لعبت دوراً كبيراً في مقاومة الغزاة. وحسب قسطنطين بازيلي فإن «جبليي نابلس هم أكثر القبائل السورية ضراوة ونزوعاً للقتال.»  لعب مثقفو نابلس وأعيانها أدورا كبيرة في الكفاح القومي. على سبيل المثال، كان عدد الإجمال للأعضاء في المنظمات والأندية القومية التي شكلت حتى نهاية الحرب العالمية الأولى 126 عضوا (مثلوا سورية والعراق)، كان منهم ثلاثة عشر عضوا من نابلس ومنطقتها، وهو أعلى تمثيل من فلسطين متبوعا بالقدس التي مثلها تسعة أعضاء. كان معظم هؤلاء ناشطين في جمعية العربية الفتاة وعلى رأسهم عوني عبد الهادي ومحمد عزة دروزة. شارك مندوبون عن نابلس في المؤتمر السوري العام الذي عقد في دمشق عام 1920 وألقى محمد عزة دروزة مقررات المؤتمر التي أعلنت استقلال سورية بحدودها الطبيعية ونادت بفيصل بن الحسين ملكا عليها.
من أهم الأحداث التي شهدتها نابلس المؤتمر الفلسطيني الخامس من 20 إلى 24 آب 1922 والذي أعلن الفلسطينيون خلاله رفض الانتداب وإصدار طوابع عليها شعارات فلسطينية ومقاطعة اليهود في البيع والشراء. لمتابعة المؤتمر عقد في نابلس مؤتمر آخر بتاريخ 18 أيلول 1931 سمي بمؤتمر التسليح، حيث طالب بالاستقلال والوحدة العربية ودعا إلى مقاطعة حكومة الانتداب وتسليح عرب فلسطين إن لم تستجب لذلك.

### نابلس في الانتفاضة الفلسطينية الثانية

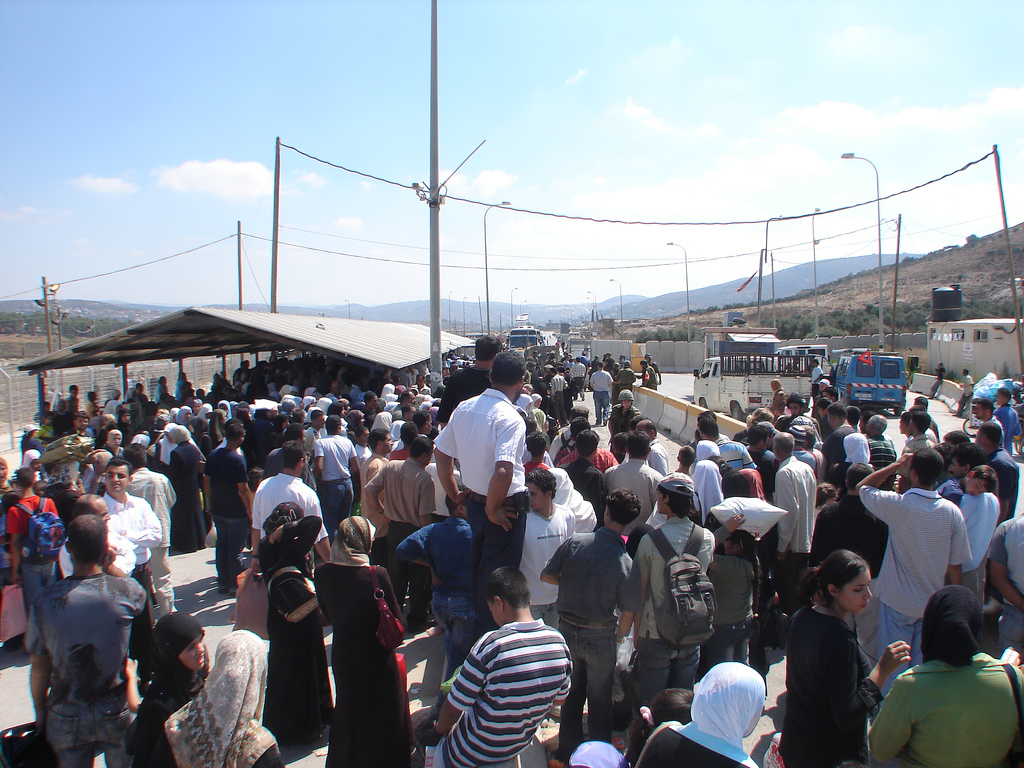
حاجز حوارة.

تعتبر مدينة نابلس أكثر المدن الفلسطينية تعرضًا للحصار والضربات العسكرية من قبل الجيش الإسرائيلي خلال الانتفاضة الفلسطينية الثانية ابتداءً من العام 2000. أدى الحصار المستمر للمدينة وصعوبة تبادل البضائع إلى تدهور مكانة المدينة كمركز اقتصادي، وأدى إلى ارتفاع نسب البطالة كثيرًا، مما أدى إلى هجرة العديد من سكانها إلى الخارج أو إلى مدن أخرى خاصة رام الله. تصف إسرائيل المدينة بأنها «مصنع للإرهابيين»، وقامت قوات الجيش الإسرائيلي بعدة عمليات عسكرية واسعة النطاق في المدينة أو عمليات شملت عدة مناطق من ضمنها مدينة نابلس من أشهرها عملية الدرع الواقي عام 2002 وذلك نتيجة عدد الاستشهاديين الذين خرجوا منها. كانت نابلس الأكثر تضرراً من بين المحافظات الفلسطينية على صعيد الخسائر الاقتصادية حيث سجلت 2630 منشأة غير عاملة من بين العدد الكلي للمنشآت (17,167) أو ما نسبته 15% من المنشآت فيها وفق نتائج تعداد 2007،  وهذه أعلى نسبة سجلت في فلسطين.

## أعلام نابلس

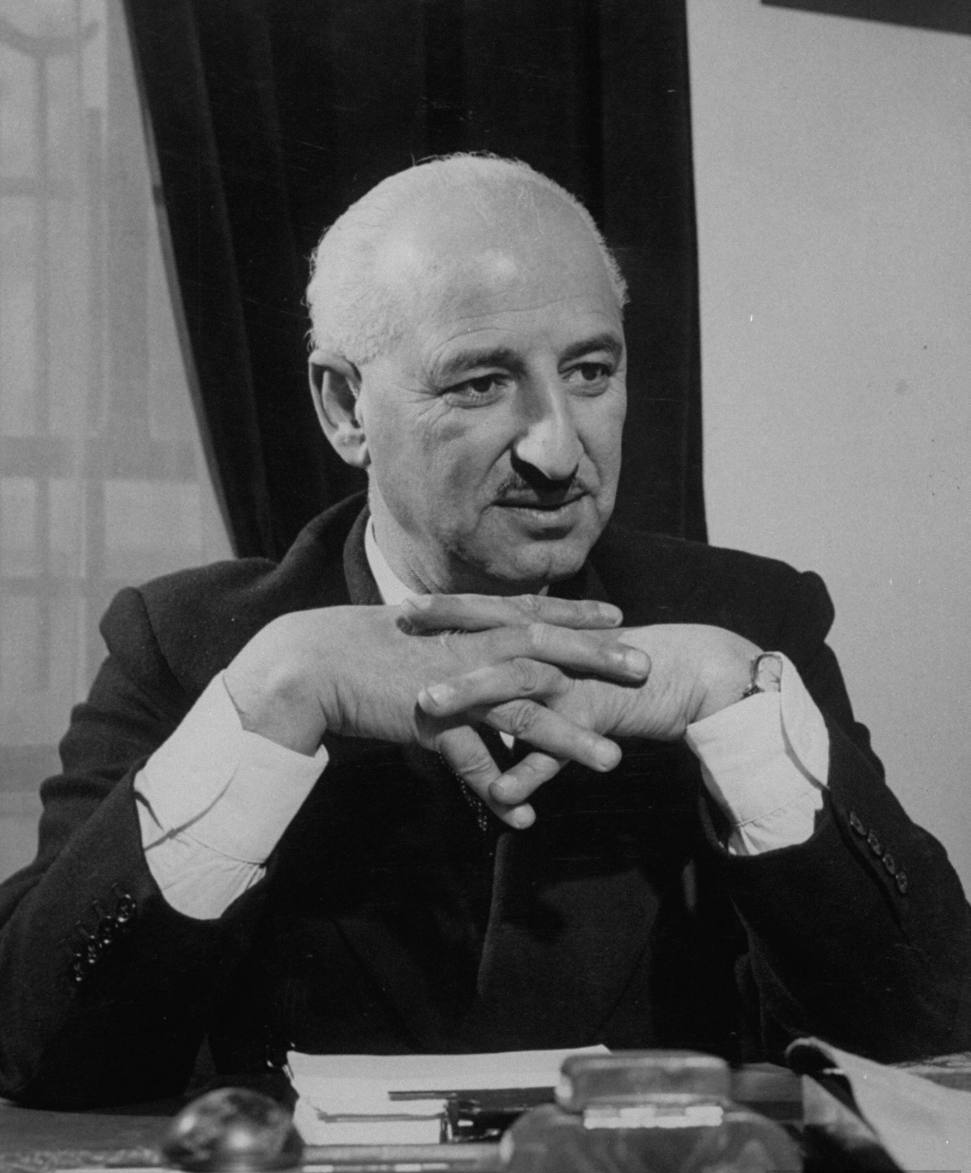
سليمان النابلسي.

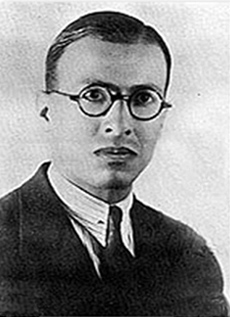
إبراهيم طوقان.

محمد عزة دروزة.

إضافة إلى شعرائها وكتابها، خرج من نابلس الكثير من رجال السياسة والاقتصاد الذين تبوؤوا مناصب رفيعة على مستوى فلسطين والأردن وسوريا والوطن العربي عمومًا. من أشهر هؤلاء في القرن العشرين:
- أحمد طوقان، رئيس وزراء الأردن السابق.
- الشيخ عبد الحميد السائح، رئيس سابق للمجلس الوطني الفلسطيني، وأول من شغل منصب وزير الأوقاف والشؤون والمقدسات الإسلامية في الأردن وقاضي القضاة سابقًا.
- سليمان النابلسي، رئيس وزراء سابق للأردن.
- إبراهيم طوقان، أحد أهم شعراء فلسطين ومؤلف قصيدة موطني.
- روحي الخماش، موسيقار وفنان أسس فرقة الإنشاد العراقية في إذاعة بغداد.
- فدوى طوقان، أهم شاعرات فلسطين في القرن العشرين، حملت لقب شاعرة فلسطين.
- سليمان طوقان، زعيم مدينة نابلس في فلسطين خلال أواسط القرن العشرين وأحد الداعمين للثورة الفلسطينية الكبرى.
- فواز طوقان، وزير أردني سابق وسياسي وأديب.
- إبراهيم هاشم، سياسي أردني، سغل منصب رئيس الوزراء، ونائب رئيس الوزراء في الاتحاد الهاشمي.
- نهاد القاسم، قاض وسياسي تقلّد منصب وزير العدل في الجمهورية العربية المتحدة.
- عوني عبد الهادي، سياسي وقومي عربي، أحد مؤسسي جمعية العربية الفتاة.
- حكمت المصري، رجل أعمال وسياسي، أسس شركة الزيوت النباتية وتولى إدارتها. تولى رئاسة مجلس النواب الأردني.
- عبد الغني عنبتاوي أحد مؤسسي جامعة النجاح الوطنية وتولى رئاسة مجلس أمنائها.
- طاهر المصري، رئيس وزراء المملكة الأردنية الهاشمية لمرتين.
- عدنان أبو عودة، عضو في مجلس الأعيان الأردني ورئيس الديوان الملكي الأردني سابقًا.
- محمد عزة دروزة، مفكر وكاتب ومناضل قومي عربي. أحد مؤسسي الفكر القومي العربي.
- عادل زعيتر، شيخ المترجمين العرب وأحد أبرز المفكرين العرب في القرن العشرين.
- ظافر المصري، رئيس غرفة صناعة وتجارة نابلس ورئيس بلديتها من سنة 1985 وحتى اغتياله في عام 1986.
- بسام الشكعة، رئيس بلدية نابلس السابق. ذو توجه قومي عربي، وهو يعد زعيم البعثيين في فلسطين.
- ثريا ملحس، أديبة وشاعرة وباحثة وأستاذة جامعية.
- حلمي الزواتي، شاعر وأدیب ومفكر وأحد فقهاء القانون الدولي المعاصرین.
- لطفي زغلول، شاعر وكاتب وأديب.
- الدكتور منذر المصري، وزير التربية والتعليم الأردني السابق والمستشار السابق للأمير حسن بن طلال.
- سلوى المصري، وزيرة التنمية الاجتماعية الأردنية السابقة
- حمدي خلف، محافظ سابق في وزارة الداخلية الأردنية، ومحافظ سابق للقدس.
- الشيخ فهمي هاشم، وزير المعارف وقاضي القضاة في الحكومة الأردنية عام 1946، أحد مؤسسي مدرسة النجاح.
- مريم عبد الغني هاشم، صاحبة مشروع جمع القرش عام 1921 ومؤسسة جمعية الاتحاد النسائي عام 1936 وأول رئيسة للجمعية عام 1945.
- عمر حسين شويكة، أمين عام جمعية الكشافة والمرشدات الفلسطينية وأمين عام اللجنة الأولمبية الفلسطينية وأمين عام المجلس الأعلى للشباب والرياضة الفلسطيني.
- عاصم سالم، وزير النقل والمواصلات في حكومة محمد اشتية.
- وائل زعيتر، دبلوماسي وأديب عربي فلسطيني عمل ممثلاً لمنظمة التحرير الفلسطينية في روما.
- عادل زعيتر، مترجم ومفكر عربي.
- عمر زعيتر، قاض في محكمة الحقوق في نابلس، شغل منصب رئيس بلدية نابلس لفترة قصيرة قبل وفاته في عام 1924.
- أكرم زعيتر، أديب وسياسي قومي عربي ولد عام 1909.

## مدن متوأمة
المدن الشقيقة لنابلس هي:
| - – ليل، فرنسا - – دبلن، أيرلندا - – كومو، إيطاليا - – فلورنسا، إيطاليا - – توسكانا، إيطاليا - – نابولي، إيطاليا | - – بوزنان، بولندا - – الرباط، المغرب - – ستافنجر، النرويج - – خاسافيورت، روسيا - – دندي، المملكة المتحدة |  |

## مواضيع ذات صلة
- حاجز عطارة.
- سكان نابلس.
- الكنافة النابلسية
- الصابون النابلسي
- حاجز حواره

## وصلات خارجية
- الموقع الرسمي لبلدية نابلس
- موقع محافظة نابلس
- صور من نابلس من موقع فلسطين في الذاكرة.
- معلومات عن نابلس، موقع مكتب تنسيق الشؤون الإنسانية التابع للأمم المتحدة في الأرض الفلسطينية المحتلة
- مدينة نابلس الإلكترونية
- تقرير صادر عن الأمم المتحدة- مكتب تنسيق الشؤون الإنسانية «ثمن الصراع، نابلس بعد خمس سنوات من النزاع»
- إذاعة القرآن الكريم في نابلس
- موقع نجم فلسطين الإلكتروني
- صورة لمدينة نابلس من الشرق (بانوراما)
- صورة للمنطقة الشرقية لمدينة نابلس (بانوراما) - التقطت الصورة من بلدة عسكر
- موقع مدينة نابلس الإلكترونية .
- مدونة مراد جابر الفلسطينية
- خضير، جبر. 2005. نابلس في كتب الجغرافيين والرحالة العرب والمسلمين. .
- المتحف السامري .
- موقع تلفزيون نابلس .